# La Liga Argentina (básquet) 2022-23
La temporada 2022-2023 de La Liga Argentina, segunda categoría del básquet argentino, fue la sexta edición bajo esta nueva denominación. Respecto a la anterior temporada, la organización comentó el formato de disputa y los participantes el 13 de agosto. Entre los equipos participantes, se sumaron cuatro y dos desistieron de participar, por lo que la cantidad de participantes subió a 32. Finalmente, se sumaron dos equipos más y la cantidad de participantes ascendió a 34 equipos.
El campeón fue Zárate Basket, que logró su primer campeonato y su primer ascenso a la máxima categoría.

## Formato de competencia
El torneo está dividido en dos grandes etapas, la fase regular y la post-temporada o play-offs. Los treinta y cuatro participantes se dividen en dos conferencias, la Conferencia Norte y la Conferencia Sur.
Fase regular
En cada conferencia los equipos se enfrentan los unos a los otros dos veces a visita recíproca. Por cada partido ganado los equipos reciben dos puntos, por cada partido perdido reciben un punto. Una vez habiéndose disputado un encuentro entre todos los equipos de cada conferencia se seleccionan a los cuatro mejores equipos de toda la temporada para la disputa del torneo de media temporada denominado Torneo Final 4.
Una vez que los equipos se hayan enfrentado entre sí dos veces, habiendo culminado así la fase regular, los equipos se ordenan según sus resultados en una tabla que determina la clasificación a la post-temporada. Los cuatro mejores de cada conferencia clasifican a los cuartos de final de conferencia. Los equipos ubicados entre la 5.ª y la 10.ª posición disputan la reclasificación, mientras que los ubicados entre las posiciones 11.ª y 14.ª disputan los play-in. Los equipos ubicados últimos en sus respectivas conferencias pierden la categoría de manera automática al finalizar esta fase.
Post-temporada, play-offs
Los play-off comienzan con los play-in. En esta instancia, los cuatro peores clasificados se enfrentan por dos ubicaciones en la siguiente ronda, la reclasificación. Durante la reclasificación se enfrentan los equipos ubicados en las posiciones 5.ª a 10.ª más los dos ganadores de los play-in. Los ocho equipos disputantes de la reclasificación se enfrentan por cuatro ubicaciones en los cuartos de final. En esa nueva instancia se suman los cuatro mejores de cada conferencia.
Una vez disputadas las dos finales de conferencia, los ganadores disputan la final nacional, donde el ganador se proclama campeón y obtiene el ascenso a la Liga Nacional para la siguiente temporada.

## Equipos participantes

### Cambios de plazas
| Obtiene una plaza       | Motivo                        |
| ----------------------- | ----------------------------- |
| Hispano Americano       | Desciende de la Liga Nacional |
| Pico FBC                | Ascendió del Torneo Federal   |
| La Unión (Colón)        | Ascendió del Torneo Federal   |
| GEPU (San Luis)         | Obtiene plaza                 |
| Tucumán Básquet         | Obtiene plaza                 |
| Montmartre de Catamarca | Obtiene plaza                 |
| Atlético Pilar          | Obtiene plaza                 |
| Sarmiento (Resistencia) | Obtiene plaza                 |

| Pierde la plaza         | Motivo                   |
| ----------------------- | ------------------------ |
| Independiente (Oliva)   | Ascendió a Liga Nacional |
| Estudiantes (Olavarría) | Desistió de participar   |
| Bahía Basket            | Desistió de participar   |
| Estudiantes (Tucumán)   | Desistió de participar   |

| Club                        | Ciudad                                   | Estadio                                                           | Capacidad |
| --------------------------- | ---------------------------------------- | ----------------------------------------------------------------- | --------- |
| Ameghino                    | Villa María, Córdoba                     | La Leonera                                                        | 500       |
| Atlético Pilar              | Pilar, Buenos Aires                      | Javier Peverelli                                                  |           |
| Barrio Parque               | Córdoba, Córdoba                         | Teatro del Parque                                                 | 1000      |
| Central Argentino Olímpico  | Ceres, Santa Fe                          | Estadio Raúl Braica                                               | 500       |
| Ciclista Juninense          | Junín, Buenos Aires                      | Estadio Raúl "Chuni" Merlo                                        | 3100      |
| Colón                       | Santa Fe, Santa Fe                       | Gimnasio Roque Otrino                                             | 400       |
| Del Progreso                | General Roca, Río Negro                  | El Gigante                                                        | 2500      |
| Deportivo Norte             | Armstrong, Santa Fe                      | Jorge Ferrero                                                     | 1000      |
| Deportivo Viedma            | Viedma, Río Negro                        | Polideportivo Ángel Cayetano Arias                                | 2500      |
| Echagüe                     | Paraná, Entre Ríos                       | Estadio Luis Butta                                                | 2306      |
| Estudiantes Concordia       | Concordia, Entre Ríos                    | El Gigante Verde                                                  | 1600      |
| GEPU                        | San Luis, San Luis                       | Emilio Perazzo                                                    | 2000      |
| Gimnasia y Esgrima La Plata | La Plata, Buenos Aires                   | Polideportivo Víctor Nethol                                       | 3000      |
| Hispano Americano           | Río Gallegos, Santa Cruz                 | Estadio Tito Wilson                                               | 900       |
| Independiente BBC           | Santiago del Estero, Santiago del Estero | Estadio Israel Parnás, «El Gigante de Calle Salta»                | 1500      |
| Jáchal BC                   | Jáchal, San Juan                         | Papa Francisco                                                    |           |
| La Unión                    | Colón, Entre Ríos                        | Carlos José Delasoie                                              | 1300      |
| Lanús                       | Lanús, Buenos Aires                      | Microestadio Antonio Rotili                                       | 3000      |
| Libertad                    | Sunchales, Santa Fe                      | El Hogar de Los Tigres                                            | 4000      |
| Montmartre                  | Catamarca, Catamarca                     | Polideportivo Fray Mamerto Esquiú                                 | 4800      |
| Parque Sur                  | Concepción del Uruguay, Entre Ríos       | Estadio Parque Sur                                                | 1500      |
| Pergamino Básquet           | Pergamino, Buenos Aires                  | Ricardo «Dorado» Merlo                                            | 200       |
| Pico FBC                    | General Pico, La Pampa                   | Parque Ángel Larrea                                               | 2000      |
| Quilmes                     | Mar del Plata, Buenos Aires              | Polideportivo Islas Malvinas Polideportivo de Santa Clara del Mar | 8000 —    |
| Racing                      | Chivilcoy, Buenos Aires                  | Estadio Norte Estadio de Independiente de Chivilcoy               | 1500 —    |
| Rivadavia                   | Rivadavia, Mendoza                       | Leopoldo Juan Brozovix                                            | 900       |
| Salta Basket                | Salta, Salta                             | Polideportivo Delmi                                               | 10 000    |
| San Isidro                  | San Francisco, Córdoba                   | Severo Robledo                                                    | 800       |
| Sarmiento                   | Resistencia, Chaco                       | Raúl Alejo Gronda                                                 | 4000      |
| Tomás de Rocamora           | Concepción del Uruguay, Entre Ríos       | Estadio Julio César Paccagnella                                   | 1000      |
| Tucumán Básquet             | San Miguel de Tucumán, Tucumán           | Dionisio Muruaga                                                  | 600       |
| Villa Mitre                 | Bahía Blanca, Buenos Aires               | José Martínez Polideportivo Municipal de Monte Hermoso            | 2500 —    |
| Villa San Martín            | Resistencia, Chaco                       | Villa San Martín                                                  | 1000      |
| Zárate Básket               | Zárate, Buenos Aires                     | Carlos Vasino                                                     |           |

1. ↑  Hispano Americano auspicia cómo local en el Estadio Municipal Juan Bautista Rocha, en la ciudad de Río Gallegos, con capacidad para 600 personas.
2. ↑  El estadio Ricardo «Dorado» Merlo, donde auspicia cómo local Pergamino Básquet, es propiedad del Club Atlético Juventud de la ciudad de Pergamino.
3. ↑  El Polideportivo de Santa Clara del Mar está ubicado en la ciudad de Santa Clara del Mar, en el partido de Mar Chiquita.[7]
4. ↑  Racing de Chivilcoy usa el "Estadio Oscar y Alfredo Barca", del Club Deportivo Colón de Chivilcoy pues su estadio no se encuentra habilitado por la organización del torneo. El club pretende adecuarlo para ser usado más adelante.[8]
5. ↑  Racing de Chivilcoy e Indepediente de Chivilcoy firmaron un convenio en el cual el primero mencionado utilizará el estadio del segundo por el lapso de 10 años.[9]
6. ↑  El Polideportivo Municipal de Monte Hermoso es un estadio multiuso propiedad del gobierno de la ciudad de Monte Hermoso y ubicado en esa localidad.
7. ↑  El estadio Carlos Vasino, donde auspicia cómo local Zárate Basket, es propiedad del Club Atlético Paraná de la ciudad de Zárate.

## Desarrollo del torneo

### Temporada regular, primera fase

#### Conferencia norte
| Equipo | Equipo                         | PJ | PG | PP | Pts |
| ------ | ------------------------------ | -- | -- | -- | --- |
| 1.°    | Barrio Parque                  | 32 | 28 | 4  | 60  |
| 2.°    | Ameghino (Villa María)         | 32 | 27 | 5  | 59  |
| 3.°    | San Isidro (San Francisco)     | 32 | 26 | 6  | 58  |
| 4.°    | GEPU                           | 32 | 21 | 11 | 53  |
| 5.°    | Deportivo Norte (Armstrong)    | 32 | 19 | 13 | 51  |
| 6.°    | Independiente BBC              | 32 | 17 | 15 | 49  |
| 7.°    | Villa San Martín (Resistencia) | 32 | 16 | 16 | 48  |
| 8.°    | Montmartre                     | 32 | 15 | 17 | 47  |
| 9.°    | Libertad                       | 32 | 15 | 17 | 47  |
| 10.°   | Colón                          | 32 | 16 | 16 | 46  |
| 11.°   | Echagüe                        | 32 | 14 | 18 | 46  |
| 12.°   | Rivadavia (Mendoza)            | 32 | 13 | 19 | 45  |
| 13.°   | Jáchal BC                      | 32 | 11 | 21 | 43  |
| 14.°   | Salta Basket                   | 32 | 11 | 21 | 43  |
| 15.°   | Central Argentino Olímpico     | 32 | 10 | 22 | 42  |
| 16.°   | Sarmiento (Resistencia)        | 32 | 7  | 25 | 39  |
| 17.°   | Tucumán Básquet                | 32 | 6  | 26 | 38  |

|  | Clasificado a cuartos de final.   |
|  | Clasificado a la reclasificación. |
|  | Clasificado a los play-in.        |
|  | Descendió.                        |

1. ↑  Colón recibió una sanción y quita de puntos producto de una suspensión de afiliación efectivizándose el 18 de noviembre de 2022. Mientras Colón no regularizase la situación, los puntos disputados en esa condición le serían descontados al finalizar la fase regular.[10] Finalmente le fueron descontados los puntos obtenidos en el duelo del 22 de noviembre de 2022 ante Libertad.[11]

| GEPU                       | 78-86  | Ameghino (VM)              | Emilio Perazzo         | 15 de octubre | 20:55 |
| Libertad                   | 70-65  | Echagüe                    | El Hogar de los Tigres | 16 de octubre | 20:00 |
| Rivadavia (M)              | 70-71  | Ameghino (VM)              | Leopoldo Brozovix      | 16 de octubre | 21:00 |
| Independiente BBC          | 58-84  | Barrio Parque              | Israel Parnás          | 16 de octubre | 22:00 |
| Central Argentino Olímpico | 101-90 | Barrio Parque              | Raúl Braica            | 17 de octubre | 21:00 |
| Tucumán Básquet            | 75-71  | Montmartre                 | Dionisio Muruaga       | 17 de octubre | 21:00 |
| Villa San Martín (R)       | 83-96  | Colón                      | Villa San Martín       | 17 de octubre | 22:00 |
| San Isidro (SF)            | 96-76  | Libertad                   | Severo Robledo         | 18 de octubre | 20:00 |
| Jáchal BC                  | 64-81  | Ameghino (VM)              | Papa Francisco         | 18 de octubre | 21:00 |
| Salta Basket               | 71-79  | GEPU                       | Delmi                  | 18 de octubre | 22:00 |
| Sarmiento (R)              | 72-85  | Colón                      | Raúl Gronda            | 19 de octubre | 21:00 |
| Salta Basket               | 87-91  | Rivadavia (M)              | Delmi                  | 20 de octubre | 20:00 |
| Central Argentino Olímpico | 73-83  | Montmartre                 | Raúl Braica            | 20 de octubre | 21:00 |
| Independiente BBC          | 73-75  | GEPU                       | Israel Parnás          | 20 de octubre | 22:00 |
| San Isidro (SF)            | 76-65  | Deportivo Norte (A)        | Severo Robledo         | 21 de octubre | 21:00 |
| Sarmiento (R)              | 69-102 | Barrio Parque              | Raúl Gronda            | 21 de octubre | 22:00 |
| Libertad                   | 63-75  | Montmartre                 | El Hogar de los Tigres | 22 de octubre | 20:00 |
| Colón                      | 93-98  | Echagüe                    | Roque Otrino           | 22 de octubre | 21:00 |
| Tucumán Básquet            | 72-82  | Rivadavia (M)              | Dionisio Muruaga       | 22 de octubre | 22:00 |
| Ameghino (VM)              | 100-71 | Central Argentino Olímpico | La Leonera             | 23 de octubre | 20:00 |
| Villa San Martín (R)       | 73-84  | Barrio Parque              | Villa San Martín       | 23 de octubre | 21:00 |

| Deportivo Norte (A)        | 103-59  | Montmartre                 | Jorge Ferrero                     | 24 de octubre | 21:00 |
| Independiente BBC          | 58-70   | Rivadavia (M)              | Israel Parnás                     | 24 de octubre | 22:00 |
| GEPU                       | 79-64   | Central Argentino Olímpico | Emilio Perazzo                    | 25 de octubre | 20:00 |
| Echagüe                    | 83-66   | Jáchal BC                  | Luis Butta                        | 25 de octubre | 21:00 |
| Tucumán Básquet            | 101-71  | Sarmiento (R)              | Dionisio Muruaga                  | 25 de octubre | 22:00 |
| Independiente BBC          | 76-53   | Villa San Martín (R)       | Israel Parnás                     | 26 de octubre | 22:00 |
| Colón                      | 121-105 | Jáchal                     | Roque Otrino                      | 27 de octubre | 21:00 |
| GEPU                       | 77-70   | San Isidro (SF)            | Emilio Perazzo                    | 27 de octubre | 21:00 |
| Salta Basket               | 92-77   | Sarmiento (R)              | Delmi                             | 27 de octubre | 22:00 |
| Barrio Parque              | 94-82   | Ameghino (VM)              | Teatro del Parque                 | 27 de octubre | 22:00 |
| Libertad                   | 72-58   | Deportivo Norte (A)        | El Hogar de los Tigres            | 28 de octubre | 21:00 |
| Central Argentino Olímpico | 67-81   | Villa San Martín (R)       | Raúl Braica                       | 28 de octubre | 22:00 |
| Rivadavia (M)              | 70-99   | San Isidro (SF)            | Leopoldo Brozovix                 | 29 de octubre | 21:00 |
| Montmartre                 | 76-69   | Sarmiento (R)              | Polideportivo Fray Mamerto Esquiu | 29 de octubre | 21:00 |
| Libertad                   | 80-74   | Independiente BBC          | El Hogar de los Tigres            | 30 de octubre | 20:00 |
| Central Argentino Olímpico | 69-72   | Ameghino (VM)              | Raúl Braica                       | 30 de octubre | 21:00 |
| Colón                      | 100-107 | Salta Basket               | Roque Otrino                      | 30 de octubre | 22:00 |

| Echagüe                    | 77-69 | Salta Basket        | Luis Butta             | 31 de octubre  | 20:00 |
| Jáchal BC                  | 69-87 | San Isidro (SF)     | Papa Francisco         | 31 de octubre  | 21:00 |
| Central Argentino Olímpico | 86-80 | Independiente BBC   | Raúl Braica            | 1 de noviembre | 21:00 |
| Sarmiento (R)              | 60-92 | Ameghino (VM)       | Alejo Gronda           | 1 de noviembre | 22:00 |
| Deportivo Norte (A)        | 72-71 | Tucumán Básquet     | Jorge Ferrero          | 1 de noviembre | 22:00 |
| Libertad                   | 69-59 | Salta Basket        | El Hogar de los Tigres | 2 de noviembre | 21:00 |
| Colón                      | 92-86 | Tucumán Básquet     | Roque Otrino           | 2 de noviembre | 21:00 |
| Villa San Martín (R)       | 75-84 | Ameghino (VM)       | Villa San Martín       | 2 de noviembre | 22:00 |
| San Isidro (SF)            | 95-66 | Salta Basket        | Severo Robledo         | 3 de noviembre | 21:00 |
| Echagüe                    | 68-69 | Tucumán Básquet     | Luis Butta             | 4 de noviembre | 21:00 |
| Central Argentino Olímpico | 79-81 | Deportivo Norte     | Raúl Braica            | 4 de noviembre | 22:00 |
| Montmartre                 | 78-73 | GEPU                | Fray Mamerto Esquiu    | 6 de noviembre | 20:00 |
| Sarmiento (R)              | 68-56 | Deportivo Norte (A) | Alejo Gronda           | 6 de noviembre | 21:00 |

| Ameghino (VM)              | 66-99  | San Isidro (SF)      | La Leonera           | 7 de noviembre  | 21:00 |
| Barrio Parque              | 79-67  | Echagüe              | Teatro del Parque    | 7 de noviembre  | 22:00 |
| Tucumán Básquet            | 84-96  | GEPU                 | Dionisio Muruaga     | 8 de noviembre  | 21:00 |
| Montmartre                 | 83-69  | Jáchal BC            | Fray Mamerto Esquiu  | 8 de noviembre  | 21:00 |
| Villa San Martín (R)       | 80-60  | Deportivo Norte (A)  | Villa San Martín     | 8 de noviembre  | 22:00 |
| Ameghino (VM)              | 73-66  | Echagüe              | La Leonera           | 9 de noviembre  | 21:00 |
| Central Argentino Olímpico | 93-81  | Colón                | Raúl Braica          | 9 de noviembre  | 22:00 |
| Rivadavia (M)              | 102-82 | Sarmiento (R)        | Leopoldo Brozovix    | 10 de noviembre | 21:00 |
| Independiente BBC          | 66-56  | Jáchal BC            | Israel Parnas        | 10 de noviembre | 22:00 |
| Barrio Parque              | 89-96  | San Isidro (SF)      | El Teatro del Parque | 11 de noviembre | 21:00 |
| Salta Basket               | 73-64  | Villa San Martín (R) | Delmi                | 11 de noviembre | 22:00 |
| GEPU                       | 95-81  | Sarmiento (R)        | Emilio Perazzo       | 12 de noviembre | 21:00 |
| Tucumán Básquet            | 78-86  | Villa San Martín (R) | Dionisio Muruaga     | 13 de noviembre | 20:00 |
| Colón                      | 96-87  | Independiente BBC    | Roque Otrino         | 13 de noviembre | 21:00 |

| Ameghino (VM)              | 82-55  | Libertad                   | La Leonera             | 14 de noviembre | 21:00 |
| Jáchal BC                  | 106-89 | Sarmiento (R)              | Papa Francisco         | 14 de noviembre | 22:00 |
| Rivadavia (M)              | 93-80  | Central Argentino Olímpico | Leopoldo Brozovix      | 15 de noviembre | 21:00 |
| Echagüe                    | 63-80  | Independiente BBC          | Luis Butta             | 15 de noviembre | 21:00 |
| Montmartre                 | 94-74  | Villa San Martín (R)       | Fray Mamerto Esquiú    | 15 de noviembre | 22:00 |
| Barrio Parque              | 101-79 | Salta Basket               | El Teatro del Parque   | 16 de noviembre | 21:00 |
| Deportivo Norte (A)        | 69-65  | Colón                      | Jorge Ferrerro         | 16 de noviembre | 22:00 |
| Jáchal BC                  | 71-79  | Central Argentino Olímpico | Papa Francisco         | 17 de noviembre | 21:00 |
| San Isidro (SF)            | 85-73  | Tucumán Básquet            | Severo Robledo         | 17 de noviembre | 21:00 |
| Ameghino (VM)              | 93-74  | Salta Basket               | La Leonera             | 17 de noviembre | 22:00 |
| Sarmiento (R)              | 81-66  | Echagüe                    | Raúl Alejo Gronda      | 18 de noviembre | 22:00 |
| Libertad                   | 69-76  | Tucumán Básquet            | El Hogar de los Tigres | 19 de noviembre | 20:00 |
| Deportivo Norte (A)        | 58-55  | Salta Basket               | Jorge Ferrero          | 19 de noviembre | 21:00 |
| Villa San Martín (R)       | 67-61  | Echagüe                    | Villa San Martín       | 20 de noviembre | 21:00 |
| Central Argentino Olímpico | 92-79  | Tucumán Básquet            | Raúl Braica            | 20 de noviembre | 22:00 |

| Independiente BBC          | 66-72   | Ameghino (VM)       | Israel Parnas       | 21 de noviembre | 22:00 |
| Central Argentino Olímpico | 91-83   | Echagüe             | Raúl Braica         | 22 de noviembre | 21:00 |
| Colón                      | 103-100 | Libertad            | Roque Otrino        | 22 de noviembre | 21:00 |
| GEPU                       | 73-77   | Barrio Parque       | Emilio Perazzo      | 22 de noviembre | 22:00 |
| Villa San Martín (R)       | 81-87   | San Isidro (SF)     | Villa San Martín    | 22 de noviembre | 22:00 |
| Tucumán Básquet            | 76-90   | Ameghino (VM)       | Dionisio Muruaga    | 22 de noviembre | 22:00 |
| GEPU                       | 102-69  | Deportivo Norte (A) | Emilio Perazzo      | 24 de noviembre | 21:00 |
| Salta Basket               | 79-104  | Ameghino (VM)       | Delmi               | 24 de noviembre | 22:00 |
| Sarmiento (R)              | 81-102  | San Isidro (SF)     | Alejo Gronda        | 24 de noviembre | 22:00 |
| Rivadavia (M)              | 74-92   | Barrio Parque       | Leopoldo Brozovix   | 24 de noviembre | 22:00 |
| Jachal BC                  | 95-106  | Barrio Parque       | Papa Francisco      | 25 de noviembre | 21:00 |
| Central Argentino Olímpico | 68-76   | Libertad            | Raúl Braica         | 25 de noviembre | 22:00 |
| Montmartre                 | 70-86   | Colón               | Fray Mamerto Esquiú | 26 de noviembre | 20:00 |
| Rivadavia (M)              | 64-85   | Deportivo Norte (A) | Leopoldo Brozovix   | 26 de noviembre | 21:00 |
| Villa San Martín (R)       | 71-62   | Sarmiento (R)       | Villa San Martín    | 27 de noviembre | 20:00 |
| San Isidro (SF)            | 100-79  | Echagüe             | Severo Robledo      | 27 de noviembre | 21:00 |

| Jáchal BC                  | 88-80  | Deportivo Norte (A) | Papa Francisco         | 28 de noviembre | 21:00 |
| Barrio Parque              | 104-97 | Colón               | Teatro del Parque      | 28 de noviembre | 22:00 |
| Libertad                   | 56-69  | Rivadavia (M)       | El Hogar de los Tigres | 29 de noviembre | 21:00 |
| San Isidro (SF)            | 100-91 | Montmartre          | Severo Robledo         | 30 de noviembre | 21:00 |
| Central Argentino Olímpico | 77-55  | Sarmiento (R)       | Raúl Braica            | 30 de noviembre | 22:00 |
| Echagüe                    | 74-58  | Rivadavia (M)       | Luis Butta             | 1 de diciembre  | 21:00 |
| Barrio Parque              | 86-69  | Montmartre          | Teatro del Parque      | 2 de diciembre  | 21:00 |
| Libertad                   | 74-79  | GEPU                | El Hogar de los Tigres | 2 de diciembre  | 21:00 |
| Independiente BBC          | 92-82  | Sarmiento (R)       | Israel Parnás          | 2 de diciembre  | 22:00 |
| Colón                      | 95-81  | Rivadavia (M)       | Roque Otrino           | 3 de diciembre  | 21:00 |
| Tucumán Básquet            | 81-99  | Jácha BC            | Dionisio Muruaga       | 3 de diciembre  | 22:00 |
| Ameghino (VM)              | 84-65  | Montmartre          | La Leonera             | 4 de diciembre  | 20:00 |
| Echagüe                    | 82-85  | GEPU                | Luis Butta             | 4 de diciembre  | 21:00 |

| Salta Basket        | 93-84  | Jachal BC                  | Delmi             | 5 de diciembre  | 21:00 |
| Barrio Parque       | 92-86  | Deportivo Norte (A)        | Teatro del Parque | 5 de diciembre  | 22:00 |
| Colón               | 96-79  | GEPU                       | Roque Otrino      | 6 de diciembre  | 21:00 |
| Sarmiento (R)       | 55-63  | Libertad                   | Raúl Alejo Gronda | 6 de diciembre  | 22:00 |
| San Isidro (SF)     | 84-101 | Independiente BBC          | Severo Robledo    | 7 de diciembre  | 21:00 |
| Villa San Martín    | 67-66  | Libertad                   | Villa San Martín  | 8 de diciembre  | 22:00 |
| Ameghino (VM)       | 98-79  | Colón                      | La Leonera        | 9 de diciembre  | 21:00 |
| San Isidro (SF)     | 78-57  | Central Argentino Olímpico | Severo Robledo    | 9 de diciembre  | 21:00 |
| Deportivo Norte (A) | 85-51  | Independiente BBC          | Jorge Ferrero     | 9 de diciembre  | 22:00 |
| GEPU                | 76-78  | Jachal BC                  | Emilio Perazzo    | 9 de diciembre  | 22:00 |
| Deportivo Norte (A) | 85-51  | Ameghino (VM)              | Jorge Ferrero     | 11 de diciembre | 21:00 |
| Rivadavia (M)       | 82-85  | Jachal BC                  | Leopoldo Brozovix | 11 de diciembre | 22:00 |
| GEPU                | 90-72  | Villa San Martín (R)       | Emilio Perazzo    | 11 de diciembre | 22:00 |
| Colón               | 91-96  | San Isidro (SF)            | Roque Otrino      | 12 de diciembre | 21:00 |
| Salta Basket        | 92-87  | Central Argentino Olímpico | Delmi             | 13 de diciembre | 21:00 |
| Tucumán Básquet     | 58-81  | Independiente BBC          | Dionisio Muruaga  | 13 de diciembre | 22:00 |
| Rivadavia (M)       | 80-88  | Villa San Martín (R)       | Leopoldo Brozovix | 13 de diciembre | 22:00 |
| Echagüe             | 67-62  | Deportivo Norte (A)        | Luis Butta        | 14 de diciembre | 21:00 |
| Barrio Parque       | 82-68  | Libertad                   | Teatro del Parque | 14 de diciembre | 22:00 |
| Salta Basket        | 72-85  | Independiente BBC          | Delmi             | 15 de diciembre | 21:00 |
| Tucumán Básquet     | 71-59  | Central Argentino Olímpico | Dionisio Muruaga  | 15 de diciembre | 22:00 |
| Jáchal BC           | 75-84  | Villa San Martín (R)       | Papa Francisco    | 15 de diciembre | 22:00 |

| 16/12 a 05/01, semanas del receso estival. |
| ------------------------------------------ |

| Jachal BC            | 102-90 | Montmartre           | Papa Francisco         | 7 de enero  | 21:00 |
| Echagüe              | 72-69  | Villa San Martín (R) | Luis Butta             | 7 de enero  | 22:00 |
| San Isidro (SF)      | 88-79  | Barrio Parque        | Severo Robledo         | 8 de enero  | 21:00 |
| GEPU                 | 92-83  | Salta Basket         | Emilio Perazzo         | 8 de enero  | 22:00 |
| Colón                | 90-94  | Villa San Martín (R) | Roque Otrino           | 9 de enero  | 21:00 |
| Ameghino (VM)        | 97-80  | Deportivo Norte (A)  | La Leonera             | 9 de enero  | 21:00 |
| Rivadavia (M)        | 90-95  | Montmartre           | Leopoldo Brozovix      | 9 de enero  | 22:00 |
| Jáchal BC            | 91-65  | Salta Basket         | Papa Francisco         | 10 de enero | 22:00 |
| Rivadavia (M)        | 75-81  | Salta Basket         | Leopoldo Brozovix      | 11 de enero | 21:00 |
| Libertad             | 72-83  | Villa San Martín (R) | El Hogar de los Tigres | 11 de enero | 21:00 |
| GEPU                 | 69-67  | Montmartre           | Emilio Perazzo         | 11 de enero | 22:00 |
| Deportivo Norte (A)  | 71-58  | Echagüe              | Jorge Ferrero          | 12 de enero | 21:00 |
| Tucumán Básquet      | 74-87  | San Isidro (SF)      | Dionisio Muruaga       | 12 de enero | 22:00 |
| Sarmiento (R)        | 87-96  | Independiente BBC    | Alejo Gronda           | 13 de enero | 22:00 |
| Salta Basket         | 76-88  | San Isidro (SF)      | Delmi                  | 14 de enero | 22:00 |
| Libertad             | 81-60  | Colón                | El Hogar de los Tigres | 15 de enero | 20:00 |
| Villa San Martín (R) | 80-88  | Independiente BBC    | Villa San Martín       | 15 de enero | 22:00 |

| Barrio Parque       | 82-72  | Rivadavia (M)              | Teatro del Parque                 | 16 de enero | 21:00 |
| Ameghino (VM)       | 116-62 | Tucumán Básquet            | La Leonera                        | 16 de enero | 21:00 |
| Montmartre          | 76-97  | San Isidro (SF)            | Polideportivo Fray Mamerto Esquiú | 16 de enero | 22:00 |
| Deportivo Norte (A) | 81-72  | Rivadavia (M)              | Jorge Ferrero                     | 18 de enero | 21:00 |
| Barrio Parque       | 68-69  | Tucumán Básquet            | Teatro del Parque                 | 18 de enero | 22:00 |
| Montmartre          | 71-70  | Central Argentino Olímpico | Polideportivo Fray Mamerto Esquiú | 18 de enero | 22:00 |
| Echagüe             | 70-64  | Sarmiento (R)              | Luis Butta                        | 19 de enero | 21:00 |
| Independiente BBC   | 76-51  | Central Argentino Olímpico | Israel Parnas                     | 19 de enero | 22:00 |
| San Isidro (SF)     | 98-84  | Rivadavia (M)              | Severo Robledo                    | 20 de enero | 22:00 |
| Montmartre          | 76-90  | Ameghino (VM)              | Polideportivo Fray Mamerto Esquiú | 20 de enero | 22:00 |
| Colón               | 85-83  | Sarmiento (R)              | Roque Otrino                      | 21 de enero | 21:00 |

| Libertad                   | 80-57  | Sarmiento (R)   | El Hogar de los Tigres | 23 de enero | 21:00 |
| Deportivo Norte (A)        | 94-78  | San Isidro (SF) | Jorge Ferrero          | 23 de enero | 22:00 |
| Rivadavia (M)              | 70-68  | Echagüe         | Leopoldo Brozovix      | 24 de enero | 22:00 |
| Independiente BBC          | 74-71  | Montmartre      | Israel Parnas          | 24 de enero | 22:00 |
| Ameghino (VM)              | 85-79  | Barrio Parque   | La Leonera             | 25 de enero | 22:00 |
| Jáchal BC                  | 54-72  | Echagüe         | Papa Francisco         | 25 de enero | 22:00 |
| Sarmiento (R)              | 77-69  | Montmartre      | Alejo Gronda           | 26 de enero | 22:00 |
| Central Argentino Olímpico | 79-74  | GEPU            | Raúl Braica            | 27 de enero | 21:00 |
| Villa San Martín (R)       | 66-73  | Montmartre      | Villa San Martín       | 28 de enero | 22:00 |
| Tucumán Básquet            | 91-100 | Salta Basket    | Dionisio Muruaga       | 29 de enero | 20:00 |
| Echagüe                    | 77-74  | San Isidro (SF) | Luis Butta             | 29 de enero | 21:00 |
| Barrio Parque              | 91-81  | Jáchal BC       | El Teatro del Parque   | 29 de enero | 21:00 |
| Sarmiento (R)              | 69-80  | GEPU            | Alejo Gronda           | 29 de enero | 22:00 |

| Central Argentino Olímpico | 78-62  | Jáchal BC         | Raúl Braica         | 31 de enero  | 21:00 |
| Villa San Martín (R)       | 66-81  | GEPU              | Villa San Martín    | 31 de enero  | 22:00 |
| Montmartre                 | 85-83  | Salta Basket      | Fray Mamerto Esquiú | 31 de enero  | 22:00 |
| Independiente BBC          | 74-64  | Salta Basket      | Dionisio Muruaga    | 1 de febrero | 22:00 |
| Sarmiento (R)              | 90-74  | Tucumán Basquet   | Alejo Gronda        | 2 de febrero | 21:30 |
| Colón                      | 99-101 | Barrio Parque     | Roque Otrino        | 3 de febrero | 21:00 |
| Villa San Martín (R)       | 106-72 | Tucumán Básquet   | Villa San Martín    | 3 de febrero | 21:30 |
| Salta Basket               | 67-70  | Libertad          | Delmi               | 4 de febrero | 21:00 |
| Echagüe                    | 59-69  | Barrio Parque     | Luis Butta          | 4 de febrero | 21:00 |
| Jáchal BC                  | 81-89  | Independiente BBC | Papa Francisco      | 5 de febrero | 21:00 |

| Tucumán Básquet     | 69-77  | Libertad             | Dionisio Muruaga    | 6 de febrero  | 22:00 |
| Rivadavia (M)       | 82-79  | Independiente BBC    | Leopoldo Brozovix   | 7 de febrero  | 22:00 |
| San Isidro (SF)     | 101-98 | Villa San Martín (R) | Severo Robledo      | 8 de febrero  | 21:00 |
| Montmartre          | 89-56  | Libertad             | Fray Mamerto Esquiú | 8 de febrero  | 22:00 |
| Deportivo Norte (A) | 66-60  | GEPU                 | Jorge Ferrero       | 8 de febrero  | 22:00 |
| Barrio Parque       | 96-91  | Villa San Martín (R) | Teatro del Parque   | 10 de febrero | 21:00 |
| Independiente BBC   | 84-78  | Libertad             | Israel Parnás       | 10 de febrero | 22:00 |
| San Isidro (SF)     | 105-92 | GEPU                 | Severo Robledo      | 10 de febrero | 22:00 |
| Colón               | 75-88  | Ameghino (VM)        | Roque Otrino        | 11 de febrero | 21:00 |
| Jachal BC           | 86-84  | Tucumán Básquet      | Papa Francisco      | 12 de febrero | 22:00 |

| Echagüe                    | 86-79  | Ameghino (VM)        | Luis Butta                        | 13 de febrero | 21:00 |
| Rivadavia (M)              | 88-65  | Tucumán Básquet      | Leopoldo Brozovix                 | 13 de febrero | 22:00 |
| Sarmiento (R)              | 73-82  | Villa San Martín (R) | Alejo Gronda                      | 13 de febrero | 22:00 |
| GEPU                       | 86-54  | Tucumán Básquet      | Emilio Perazzo                    | 15 de febrero | 22:00 |
| Central Argentino Olímpico | 76-100 | San Isidro (SF)      | Raúl Braica                       | 15 de febrero | 22:00 |
| Echagüe                    | 67-64  | Libertad             | Luis Butta                        | 16 de febrero | 20:00 |
| Jachal BC                  | 84-79  | Rivadavia (M)        | Papa Francisco                    | 16 de febrero | 22:00 |
| Ameghino (VM)              | 96-69  | Sarmiento (R)        | La Leonera                        | 17 de febrero | 20:00 |
| Independiente BBC          | 78-95  | San Isidro (SF)      | Israel Parnas                     | 17 de febrero | 22:00 |
| Montmartre                 | 84-95  | Rivadavia (M)        | Polideportivo Fray Mamerto Esquiú | 18 de febrero | 22:00 |
| Libertad                   | 68-80  | Barrio Parque        | El Hogar de los Tigres            | 19 de febrero | 20:00 |
| Deportivo Norte (A)        | 91-73  | Sarmiento (R)        | Jorge Ferrero                     | 19 de febrero | 22:00 |

| Deportivo Norte (A) | 79-65  | Central Argentino Olímpico | Jorge Ferrero          | 21 de febrero | 22:00 |
| Salta Basket        | 85-80  | Montmartre                 | Delmi                  | 22 de febrero | 22:00 |
| Barrio Parque       | 100-80 | Central Argentino Olímpico | Teatro del Parque      | 22 de febrero | 22:00 |
| Colón               | 108-88 | Deportivo Norte (A)        | Roque Otrino           | 24 de febrero | 21:00 |
| GEPU                | 88-78  | Rivadavia (M)              | Emilio Perazzo         | 24 de febrero | 22:00 |
| Libertad            | 73-74  | Central Argentino Olímpico | El Hogar de los Tigres | 25 de febrero | 20:00 |
| Ameghino (VM)       | 101-85 | Rivadavia (M)              | La Leonera             | 26 de febrero | 21:00 |

| GEPU                       | 92-67  | Colón               | Emilio Perazzo                    | 27 de febrero | 22:00 |
| Libertad                   | 83-76  | San Isidro (SF)     | El Hogar de los Tigres            | 28 de febrero | 21:00 |
| Deportivo Norte (A)        | 78-93  | Barrio Parque       | Jorge Ferrero                     | 28 de febrero | 22:00 |
| Rivadavia (M)              | 90-85  | Colón               | Leopoldo Brozovix                 | 1 de marzo    | 21:30 |
| Central Argentino Olímpico | 100-84 | Salta Basket        | Raúl Braica                       | 2 de marzo    | 22:00 |
| Jachal BC                  | 86-80  | Colón               | Papa Francisco                    | 3 de marzo    | 21:00 |
| Montmartre                 | 87-88  | Deportivo Norte (A) | Polideportivo Fray Mamerto Esquiú | 3 de marzo    | 21:30 |
| Independiente BBC          | 113-63 | Tucumán Basquet     | Israel Parnas                     | 3 de marzo    | 22:00 |
| Sarmiento (R)              | 82-83  | Salta Basket        | Alejo Gronda                      | 4 de marzo    | 21:30 |
| Libertad                   | 76-66  | Ameghino (VM)       | El Hogar de los Tigres            | 5 de marzo    | 20:00 |
| Villa San Martín (R)       | 85-80  | Salta Basket        | Villa San Martín                  | 5 de marzo    | 22:00 |
| Independiente BBC          | 66-65  | Deportivo Norte (A) | Israel Parnas                     | 5 de marzo    | 22:00 |

| Echagüe              | 65-57  | Central Argentino Olímpico | Luis Butta                        | 6 de marzo  | 22:00 |
| Colón                | 85-77  | Central Argentino Olímpico | Roque Otrino                      | 7 de marzo  | 20:00 |
| San Isidro (SF)      | 64-110 | Ameghino (VM)              | Severo Robledo                    | 7 de marzo  | 21:00 |
| Tucumán Básquet      | 59-93  | Deportivo Norte (A)        | Dionisio Muruaga                  | 7 de marzo  | 22:00 |
| Sarmiento (R)        | 90-78  | Jáchal BC                  | Alejo Gronda                      | 8 de marzo  | 22:00 |
| Montmartre           | 77-79  | Barrio Parque              | Polideportivo Fray Mamerto Esquiú | 9 de marzo  | 21:00 |
| Salta Basket         | 91-99  | Deportivo Norte (A)        | Delmi                             | 9 de marzo  | 22:00 |
| GEPU                 | 92-74  | Independiente BBC          | Emilio Perazzo                    | 9 de marzo  | 22:00 |
| Villa San Martín (R) | 84-77  | Jáchal BC                  | Villa San Martín                  | 10 de marzo | 22:00 |
| Rivadavia (M)        | 74-78  | GEPU                       | Leopoldo Brozovix                 | 11 de marzo | 21:00 |
| Salta Basket         | 91-103 | Barrio Parque              | Delmi                             | 11 de marzo | 22:00 |
| Montmartre           | 83-81  | Independiente BBC          | Polideportivo Fray Mamerto Esquiú | 11 de marzo | 22:00 |
| Tucumán Básquet      | 69-86  | Barrio Parque              | Dionisio Muruaga                  | 12 de marzo | 22:00 |

| Jáchal BC                  | 83-97 | GEPU              | Papa Francisco         | 13 de marzo | 22:00 |
| Central Argentino Olímpico | 85-94 | Rivadavia (M)     | Raúl Braica            | 13 de marzo | 22:00 |
| Deportivo Norte (A)        | 69-65 | Libertad          | Jorge Ferrero          | 14 de marzo | 21:00 |
| San Isidro (SF)            | 80-71 | Colón             | Severo Robledo         | 14 de marzo | 22:00 |
| Villa San Martín (R)       | 91-75 | Rivadavia (M)     | Villa San Martín       | 15 de marzo | 22:00 |
| San Isidro (SF)            | 89-66 | Jáchal BC         | Severo Robledo         | 16 de marzo | 21:00 |
| Echagüe                    | 53-64 | Montmartre        | Luis Butta             | 16 de marzo | 22:00 |
| Ameghino (VM)              | 92-76 | Independiente BBC | La Leonera             | 17 de marzo | 21:00 |
| Sarmiento (R)              | 91-69 | Rivadavia (M)     | Alejo Gronda           | 17 de marzo | 22:00 |
| Libertad                   | 89-82 | Jáchal BC         | El Hogar de los Tigres | 18 de marzo | 20:00 |
| Colón                      | 95-80 | Montmartre        | Roque Otrino           | 18 de marzo | 21:00 |
| Barrio Parque              | 97-49 | Independiente BBC | Teatro del Parque      | 19 de marzo | 21:00 |

| Sarmiento (R)        | 74-65 | Central Argentino Olímpico | Raúl Alejo Gronda                 | 20 de marzo | 21:00 |
| Salta Basket         | 83-74 | Echagüe                    | Delmi                             | 20 de marzo | 22:00 |
| Ameghino (VM)        | 74-68 | GEPU                       | La Leonera                        | 20 de marzo | 22:00 |
| Tucumán Básquet      | 75-77 | Echagüe                    | Dionisio Muruaga                  | 21 de marzo | 21:00 |
| Villa San Martín (R) | 92-82 | Central Argentino Olímpico | Villa San Martín                  | 21 de marzo | 22:00 |
| Barrio Parque        | 82-76 | GEPU                       | Teatro del Parque                 | 22 de marzo | 22:00 |
| Independiente BBC    | 78-86 | Echagüe                    | Israel Parnas                     | 23 de marzo | 22:00 |
| Deportivo Norte (A)  | 73-78 | Jáchal BC                  | Jorge Ferrero                     | 23 de marzo | 22:00 |
| Salta Basket         | 84-88 | Colón                      | Delmi                             | 23 de marzo | 22:00 |
| Ameghino (VM)        | 82-64 | Jáchal BC                  | La Leonera                        | 24 de marzo | 21:00 |
| Montmartre           | 85-68 | Echagüe                    | Polideportivo Fray Mamerto Esquiú | 24 de marzo | 22:00 |
| Tucumán Básquet      | 81-89 | Colón                      | Dionisio Muruaga                  | 25 de marzo | 22:00 |

| Jáchal BC           | 70-83 | Libertad             | Papa Francisco                    | 27 de marzo | 22:00 |
| Independiente BBC   | 94-59 | Colón                | Israel Parnas                     | 27 de marzo | 22:00 |
| Ameghino (VM)       | 90-75 | Villa San Martín (R) | La Leonera                        | 29 de marzo | 20:00 |
| San Isidro (SF)     | 97-83 | Sarmiento (R)        | Severo Robledo                    | 29 de marzo | 21:00 |
| Rivadavia (M)       | 89-88 | Libertad             | Leopoldo Brozovix                 | 29 de marzo | 21:30 |
| Montmartre          | 90-86 | Tucumán Básquet      | Polideportivo Fray Mamerto Esquiú | 29 de marzo | 21:30 |
| Salta Basket        | 91-79 | Tucumán Básquet      | Delmi                             | 31 de marzo | 21:00 |
| Barrio Parque       | 88-82 | Sarmiento (R)        | Teatro del Parque                 | 31 de marzo | 21:00 |
| Deportivo Norte (A) | 92-84 | Villa San Martín (R) | Jorge Ferrero                     | 31 de marzo | 21:00 |
| Echagüe             | 71-77 | Colón                | Luis Butta                        | 31 de marzo | 22:00 |
| GEPU                | 76-81 | Libertad             | Emilio Perazzo                    | 31 de marzo | 22:00 |

#### Conferencia sur
| Equipo | Equipo                      | PJ | PG | PP | Pts |
| ------ | --------------------------- | -- | -- | -- | --- |
| 1.°    | Racing (Chivilcoy)          | 32 | 27 | 5  | 59  |
| 2.°    | Zárate Basket               | 32 | 24 | 8  | 56  |
| 3.°    | Ciclista Juninense          | 32 | 22 | 10 | 54  |
| 4.°    | Deportivo Viedma            | 32 | 21 | 11 | 53  |
| 5.°    | Hispano Americano           | 32 | 19 | 13 | 51  |
| 6.°    | Lanús                       | 32 | 17 | 15 | 49  |
| 7.°    | Pergamino Básquet           | 32 | 16 | 16 | 48  |
| 8.°    | La Unión (Colón)            | 32 | 16 | 16 | 48  |
| 9.°    | Quilmes                     | 32 | 15 | 17 | 47  |
| 10.°   | Pico FBC                    | 32 | 15 | 17 | 47  |
| 11.°   | Villa Mitre (Bahía Blanca)  | 32 | 15 | 17 | 46  |
| 12.°   | Atlético Pilar              | 32 | 14 | 18 | 46  |
| 13.°   | Gimnasia y Esgrima La Plata | 32 | 13 | 19 | 45  |
| 14.°   | Tomás de Rocamora           | 32 | 11 | 21 | 43  |
| 15.°   | Del Progreso                | 32 | 11 | 21 | 43  |
| 16.°   | Estudiantes Concordia       | 32 | 11 | 21 | 43  |
| 17.°   | Parque Sur                  | 32 | 6  | 26 | 38  |

|  | Clasificado a cuartos de final.   |
|  | Clasificado a la reclasificación. |
|  | Clasificado a los play-in.        |
|  | Descendió.                        |

| Pergamino Básquet     | 64-91 | Zárate Basket         | Ricardo "Dorado" Merlo   | 16 de octubre | 20:00 |
| Atlético Pilar        | 82-71 | La Unión (C)          | Javier Peverelli         | 16 de octubre | 21:00 |
| Quilmes               | 91-79 | Pico FBC              | Once Unidos              | 16 de octubre | 21:00 |
| Racing (Chivilcoy)    | 64-60 | Estudiantes Concordia | Oscar y Alfredo Barca    | 16 de octubre | 22:00 |
| Quilmes               | 75-72 | Deportivo Viedma      | Islas Malvinas           | 18 de octubre | 20:00 |
| Gimnasia (LP)         | 79-63 | Pico FBC              | Víctor Nethol            | 18 de octubre | 21:00 |
| Ciclista Juninense    | 87-69 | Estudiantes Concordia | El Coliseo del Boulevard | 18 de octubre | 22:00 |
| Lanús                 | 70-75 | Racing (Chivilcoy)    | Antonio Rotili           | 19 de octubre | 20:00 |
| Pergamino Básquet     | 67-53 | Estudiantes Concordia | Ricardo Dorado Merlo     | 19 de octubre | 21:00 |
| Zárate Basket         | 89-71 | Tomás de Rocamora     | Carlos Vasino            | 19 de octubre | 21:00 |
| Villa Mitre (BB)      | 89-90 | La Unión (C)          | José Martínez            | 19 de octubre | 22:00 |
| Gimnasia (LP)         | 78-74 | Deportivo Viedma      | Víctor Nethol            | 20 de octubre | 21:00 |
| Quilmes               | 84-79 | La Unión (C)          | Islas Malvinas           | 21 de octubre | 21:00 |
| Zárate Basket         | 97-83 | Villa Mitre (BB)      | Carlos Vasino            | 22 de octubre | 20:00 |
| Lanús                 | 77-75 | Deportivo Viedma      | Antonio Rotili           | 22 de octubre | 21:00 |
| Estudiantes Concordia | 72-61 | Hispano Americano     | El Gigante Verde         | 22 de octubre | 22:00 |
| Gimnasia (LP)         | 72-70 | Racing (Chivilcoy)    | Víctor Nethol            | 23 de octubre | 11:30 |
| Quilmes               | 75-67 | Pergamino Básquet     | Islas Malvinas           | 23 de octubre | 20:00 |
| Del Progreso          | 85-83 | Ciclista Juninense    | Del Progreso             | 23 de octubre | 21:00 |
| Atlético Pilar        | 73-84 | Villa Mitre (BB)      | Javier Peverelli         | 23 de octubre | 22:00 |

| Zárate Basket     | 92-66  | Parque Sur         | Carlos Vasino        | 24 de octubre | 21:00 |
| La Unión (C)      | 82-77  | Hispano Americano  | Carlos Delasoie      | 24 de octubre | 22:00 |
| Gimnasia (LP)     | 80-82  | Pergamino Básquet  | Víctor Nethol        | 25 de octubre | 21:00 |
| Deportivo Viedma  | 92-78  | Ciclista Juninense | Ángel Cayetano Arias | 25 de octubre | 22:00 |
| Tomás de Rocamora | 88-77  | Atlético Pilar     | Julio Paccagnella    | 26 de octubre | 21:00 |
| Parque Sur        | 84-64  | Hispano Americano  | Parque Sur           | 27 de octubre | 21:00 |
| Pergamino Básquet | 86-80  | Atlético Pilar     | Ricardo Dorado Merlo | 28 de octubre | 20:00 |
| Villa Mitre (BB)  | 85-96  | Ciclista Juninense | José Martinez        | 28 de octubre | 21:00 |
| Del Progreso      | 101-86 | Pico FBC           | Del Progreso         | 28 de octubre | 22:00 |
| La Unión (C)      | 93-70  | Gimnasia (LP)      | Carlos Delasoie      | 29 de octubre | 21:00 |
| Tomás de Rocamora | 71-75  | Hispano Americano  | Julio Paccagnella    | 29 de octubre | 22:00 |
| Quilmes           | 61-68  | Ciclista Juninense | Islas Malvinas       | 30 de octubre | 20:00 |
| Deportivo Viedma  | 97-71  | Pico FBC           | Ángel Cayetano Arias | 30 de octubre | 21:00 |

| Parque Sur            | 88-70 | Atlético Pilar        | Parque Sur               | 31 de octubre  | 20:00 |
| Pergamino Básquet     | 73-75 | Lanús                 | Ricardo Dorado Merlo     | 31 de octubre  | 21:00 |
| Estudiantes Concordia | 83-82 | Gimnasia (LP)         | El Gigante Verde         | 31 de octubre  | 22:00 |
| Villa Mitre (BB)      | 85-64 | Pico FBC              | José Martínez            | 1 de noviembre | 20:00 |
| Racing (Chivilcoy)    | 82-63 | Tomás de Rocamora     | Oscar y Alfredo Barca    | 1 de noviembre | 21:00 |
| Del Progreso          | 80-82 | Zárate Básket         | Del Progreso             | 2 de noviembre | 20:00 |
| Pergamino Básquet     | 94-74 | Tomás de Rocamora     | Ricardo Dorado Merlo     | 2 de noviembre | 21:00 |
| Ciclista Juninense    | 77-75 | Atlético Pilar        | El Coliseo del Boulevard | 2 de noviembre | 22:00 |
| Parque Sur            | 72-70 | Estudiantes Concordia | Parque Sur               | 3 de noviembre | 21:00 |
| Hispano Americano     | 69-81 | Racing (Chivilcoy)    | Juan Bautista Rocha      | 4 de noviembre | 20:00 |
| Ciclista Juninense    | 81-54 | Tomás de Rocamora     | El Coliseo del Boulevard | 4 de noviembre | 21:00 |
| Pico FBC              | 95-72 | Zárate Básket         | Parque Ángel Larrea      | 4 de noviembre | 22:00 |
| Parque Sur            | 69-75 | Lanús                 | Parque Sur               | 5 de noviembre | 21:00 |
| Hispano Americano     | 74-67 | Deportivo Viedma      | Juan Bautista Rocha      | 6 de noviembre | 20:00 |

| Pergamino Básquet     | 64-67   | Ciclista Juninense | Ricardo Dorado Merlo | 7 de noviembre  | 21:00 |
| Tomás de Rocamora     | 105-103 | Lanús              | Julio Paccagnella    | 7 de noviembre  | 22:00 |
| Zárate Basket         | 101-84  | La Unión (C)       | Carlos Vasino        | 8 de noviembre  | 20:00 |
| Gimnasia (LP)         | 80-107  | Atlético Pilar     | Víctor Nethol        | 8 de noviembre  | 21:00 |
| Pico FC               | 65-76   | Racing (Chivilcoy) | Parque Ángel Larrea  | 8 de noviembre  | 22:00 |
| Estudiantes Concordia | 67-61   | Lanús              | El Gigante Verde     | 9 de noviembre  | 21:00 |
| Gimnasia (LP)         | 71-89   | Ciclista Juninense | Víctor Nethol        | 10 de noviembre | 21:00 |
| Del Progreso          | 76-95   | Racing (Chivilcoy) | Del Progreso         | 10 de noviembre | 21:00 |
| Hispano Americano     | 77-67   | Tomás de Rocamora  | Juan Bautista Rocha  | 10 de noviembre | 22:00 |
| Atlético Pilar        | 74-68   | Zárate Basket      | Javier Peverelli     | 10 de noviembre | 22:00 |
| La Unión (C)          | 65-49   | Lanús              | Carlos Delasoie      | 11 de noviembre | 21:00 |
| Atlético Pilar        | 79-74   | Quilmes            | Javier Peverelli     | 12 de noviembre | 21:00 |
| Tomás de Rocamora     | 88-69   | Parque Sur         | Julio Paccagnella    | 13 de noviembre | 20:00 |
| La Unión (C)          | 63-83   | Deportivo Viedma   | Carlos Delasoie      | 13 de noviembre | 21:00 |

| Lanús              | 97-72 | Gimnasia (LP)      | Antonio Rotili        | 14 de noviembre | 20:00 |
| Racing (Chivilcoy) | 85-60 | Pergamino Básquet  | Oscar y Alfredo Barca | 14 de noviembre | 21:00 |
| Zárate Basket      | 88-93 | Quilmes            | Carlos Vasino         | 14 de noviembre | 21:00 |
| Atlético Pilar     | 75-69 | Deportivo Viedma   | Javier Peverelli      | 15 de noviembre | 20:00 |
| Parque Sur         | 67-79 | Pico FBC           | Parque Sur            | 15 de noviembre | 22:00 |
| Hispano Americano  | 90-64 | Del Progreso       | Juan Bautista Rocha   | 16 de noviembre | 21:00 |
| Zárate Básket      | 93-63 | Deportivo Viedma   | Carlos Vasino         | 17 de noviembre | 20:00 |
| Quilmes            | 71-79 | Villa Mitre (BB)   | Islas Malvinas        | 17 de noviembre | 20:00 |
| Tomás de Rocamora  | 75-81 | Pico FBC           | Julio Paccagnella     | 17 de noviembre | 22:00 |
| Lanús              | 76-65 | Atlético Pilar     | Antonio Rotili        | 18 de noviembre | 20:00 |
| Hispano Americano  | 68-65 | Ciclista Juninense | Juan Bautista Rocha   | 18 de noviembre | 21:00 |
| Gimnasia (LP)      | 99-87 | Del Progreso       | Víctor Nethol         | 18 de noviembre | 21:00 |
| La Unión (C)       | 91-67 | Parque Sur         | Carlos Delasoie       | 19 de noviembre | 22:00 |
| Zárate Basket      | 99-93 | Gimnasia (LP)      | Carlos Vasino         | 20 de noviembre | 20:00 |
| Lanús              | 88-89 | Ciclista Juninense | Antonio Rotili        | 20 de noviembre | 20:00 |
| Villa Mitre (BB)   | 69-74 | Racing (Chivilcoy) | José Martínez         | 20 de noviembre | 21:00 |
| Quilmes            | 52-85 | Del Progreso       | Islas Malvinas        | 20 de noviembre | 22:00 |

| Estudiantes Concordia | 69-77 | Pico FBC              | El Gigante Verde         | 21 de noviembre | 21:00 |
| La Unión (C)          | 83-81 | Tomás de Rocamora     | Carlos Delasoie          | 21 de noviembre | 21:00 |
| Quilmes               | 75-84 | Lanús                 | Islas Malvinas           | 22 de noviembre | 20:00 |
| Deportivo Viedma      | 80-78 | Racing (Chivilcoy)    | Ángel Cayetano Arias     | 22 de noviembre | 21:00 |
| La Unión (C)          | 81-80 | Pico FBC              | Carlos Delasoie          | 23 de noviembre | 21:00 |
| Del Progreso          | 69-74 | Villa Mitre (BB)      | Del Progreso             | 23 de noviembre | 21:00 |
| Ciclista Juninense    | 83-62 | Zárate Basket         | El Coliseo del Boulevard | 23 de noviembre | 22:00 |
| Tomás de Rocamora     | 71-56 | Estudiantes Concordia | Julio César Paccagnella  | 24 de noviembre | 21:00 |
| Atlético Pilar        | 69-74 | Hispano Americano     | Javier Peverelli         | 24 de noviembre | 21:30 |
| Quilmes               | 91-80 | Gimnasia (LP)         | Islas Malvinas           | 25 de noviembre | 21:00 |
| Deportivo Viedma      | 87-72 | Villa Mitre (BB)      | Ángel Cayetano Arias     | 25 de noviembre | 22:00 |
| Zárate Basket         | 83-78 | Hispano Americano     | Carlos Vasino            | 26 de noviembre | 20:00 |
| Pico FBC              | 81-71 | Pergamino Básquet     | Parque Ángel Larrea      | 26 de noviembre | 22:00 |
| Parque Sur            | 85-88 | Quilmes               | Parque Sur               | 27 de noviembre | 11:30 |
| Racing (Chivilcoy)    | 85-58 | Atlético Pilar        | Oscar y Alfredo Barca    | 27 de noviembre | 21:00 |
| Estudiantes Concordia | 72-70 | La Unión (C)          | El Gigante Verde         | 27 de noviembre | 21:00 |

| Pico FBC           | 78-80  | Ciclista Juninense | Parque Ángel Larrea           | 28 de noviembre | 21:00          |       |
| Del Progreso       | 111-91 | Pergamino Básquet  | Del Progreso                  | 28 de noviembre | 21:00          |       |
| Tomás de Rocamora  | 88-77  | Quilmes            | Julio César Paccagnella       | 28 de noviembre | 22:00          |       |
| Lanús              | 81-73  | Hispano Americano  | Antonio Rotili                | 29 de noviembre | 21:00          |       |
| Racing (Chivilcoy) | 88-71  | Zárate Basket      | Oscar y Alfredo Barca         | 30 de noviembre | 21:00          |       |
| Gimnasia (LP)      | 70-76  | Hispano Americano  | Víctor Nethol                 | 30 de noviembre | 1 de diciembre | 20:00 |
| Villa Mitre (BB)   | 67-77  | Pergamino Básquet  | José Martínez                 | 2 de diciembre  | 21:00          |       |
| La Unión (C)       | 95-67  | Del Progreso       | Carlos Delasoie               | 2 de diciembre  | 22:00          |       |
| Hispano Americano  | 80-69  | Pico FBC           | Municipal Juan Bautista Rocha | 4 de diciembre  | 20:00          |       |
| Zárate Basket      | 79-95  | Lanús              | Carlos Vasino                 | 4 de diciembre  | 20:00          |       |
| Parque Sur         | 70-98  | Del Progreso       | Parque Sur                    | 4 de diciembre  | 21:00          |       |

| Tomás de Rocamora     | 96-62  | Del Progreso          | Julio Paccagnella             | 5 de diciembre  | 20:00 |
| Atlético Pilar        | 71-78  | Estudiantes Concordia | Javier Peverelli              | 5 de diciembre  | 21:00 |
| Ciclista Juninense    | 59-61  | Racing (Chivilcoy)    | El Coliseo del Boulevard      | 5 de diciembre  | 22:00 |
| Lanús                 | 90-76  | Pico FBC              | Antonio Rotili                | 6 de diciembre  | 20:00 |
| Zárate Basket         | 63-62  | Estudiantes Concordia | Carlos Vasino                 | 6 de diciembre  | 21:00 |
| Ciclista Juninense    | 82-70  | Parque Sur            | El Coliseo del Boulevard      | 8 de diciembre  | 21:00 |
| Quilmes               | 73-63  | Estudiantes Concordia | Islas Malvinas                | 8 de diciembre  | 21:00 |
| Pergamino Básquet     | 75-49  | Parque Sur            | Ricardo "Dorado" Merlo        | 9 de diciembre  | 20:00 |
| Del Progreso          | 95-90  | Atlético Pilar        | Del Progreso                  | 9 de diciembre  | 21:00 |
| Gimnasia (LP)         | 93-101 | Villa Mitre (BB)      | Víctor Nethol                 | 10 de diciembre | 21:00 |
| Racing (Chivilcoy)    | 98-56  | Parque Sur            | Oscar y Alfredo Barca         | 11 de noviembre | 20:00 |
| Pergamino Básquet     | 70-55  | La Unión (C)          | Ricardo "Dorado" Merlo        | 11 de noviembre | 20:00 |
| Pico FBC              | 97-81  | Atlético Pilar        | Parque Ángel Larrea           | 11 de noviembre | 21:00 |
| Estudiantes Concordia | 63-77  | Deportivo Viedma      | El Gigante Verde              | 11 de noviembre | 21:00 |
| Lanús                 | 73-72  | Villa Mitre (BB)      | Antonio Rotili                | 12 de diciembre | 21:00 |
| Ciclista Juninense    | 79-80  | La Unión (C)          | El Coliseo del Boulevard      | 12 de diciembre | 22:00 |
| Tomás de Rocamora     | 80-83  | Deportivo Viedma      | Julio César Paccagnella       | 13 de diciembre | 21:00 |
| Racing (Chivilcoy)    | 77-63  | La Unión (C)          | Oscar y Alfredo Barca         | 14 de diciembre | 21:00 |
| Hispano Americano     | 95-75  | Villa Mitre (BB)      | Municipal Juan Bautista Rocha | 14 de diciembre | 22:00 |
| Parque Sur            | 94-97  | Deportivo Viedma      | Parque Sur                    | 15 de diciembre | 21:00 |

| 16/12 a 5/12, semanas del receso estival. |
| ----------------------------------------- |

| Pico FBC              | 76-61 | Gimnasia (LP)      | Parque Ángel Larrea   | 6 de enero  | 21:00 |
| Ciclista Juninense    | 83-78 | Gimnasia (LP)      | Coliseo del Boulevard | 8 de enero  | 20:00 |
| Estudiantes Concordia | 64-70 | Racing (Chivilcoy) | El Gigante Verde      | 9 de enero  | 20:00 |
| Zárate Basket         | 82-75 | Pico FBC           | Carlos Vasino         | 10 de enero | 21:00 |
| La Unión (C)          | 50-54 | Racing (Chivilcoy) | Carlos Delasoie       | 11 de enero | 20:00 |
| Hispano Americano     | 80-70 | Lanús              | Juan Bautista Rocha   | 11 de enero | 22:00 |
| Atlético Pilar        | 88-62 | Pico FBC           | Javier Peverelli      | 12 de enero | 20:00 |
| Tomás de Rocamora     | 96-86 | Racing (Chivilcoy) | Julio Paccagnella     | 13 de enero | 21:00 |
| Villa Mitre (BB)      | 91-69 | Gimnasia (LP)      | José Martínez         | 14 de enero | 20:00 |
| Parque Sur            | 48-84 | Racing (Chivilcoy) | Parque Sur            | 14 de enero | 21:00 |
| Deportivo Viedma      | 86-56 | Gimnasia (LP)      | Ángel Cayetano Arias  | 15 de enero | 21:00 |
| Tomás de Rocamora     | 76-74 | La Unión (C)       | Julio Paccagnella     | 15 de enero | 22:00 |

| Zárate Basket         | 92-82  | Atlético Pilar        | Carlos Vasino            | 16 de enero | 20:00 |
| Pico FBC              | 97-85  | Villa Mitre (BB)      | Parque Ángel Larrea      | 17 de enero | 20:00 |
| Del Progreso          | 79-90  | Gimnasia (LP)         | Del Progreso             | 17 de enero | 21:00 |
| Hispano Americano     | 84-74  | Pergamino Básquet     | Juan Bautista Rocha      | 17 de enero | 22:00 |
| Quilmes               | 79-67  | Parque Sur            | Islas Malvinas           | 18 de enero | 21:00 |
| La Unión (C)          | 73-62  | Estudiantes Concordia | Carlos Delasoie          | 18 de enero | 21:00 |
| Villa Mitre (BB)      | 105-82 | Atlético Pilar        | José Martínez            | 20 de enero | 20:00 |
| Pergamino Básquet     | 72-67  | Del Progreso          | Ricardo Dorado Merlo     | 20 de enero | 21:00 |
| Gimnasia (LP)         | 98-81  | Parque Sur            | Víctor Nethol            | 20 de enero | 21:00 |
| Estudiantes Concordia | 61-64  | Tomás de Rocamora     | El Gigante Verde         | 21 de enero | 11:30 |
| Zárate Basket         | 81-65  | Racing (Chivilcoy)    | Carlos Vasino            | 21 de enero | 20:00 |
| Lanús                 | 87-80  | Parque Sur            | Antonio Rotili           | 21 de enero | 21:00 |
| Ciclista Juninense    | 88-61  | Del Progreso          | El Coliseo del Boulevard | 21 de enero | 22:00 |
| Deportivo Viedma      | 91-82  | Atlético Pilar        | Ángel Cayetano Arias     | 22 de enero | 21:00 |
| Hispano Americano     | 123-81 | Quilmes               | Juan Bautista Rocha      | 22 de enero | 22:00 |

| Racing (Chivilcoy) | 81-67 | Del Progreso       | Oscar y Alfredo Barca    | 23 de enero | 20:00 |
| Pergamino Básquet  | 81-91 | Quilmes            | Ricardo Dorado Merlo     | 24 de enero | 21:00 |
| Atlético Pilar     | 83-78 | Tomás de Rocamora  | Javier Peverelli         | 24 de enero | 21:00 |
| Parque Sur         | 62-77 | Ciclista Juninense | Parque Sur               | 25 de enero | 20:00 |
| Gimnasia (LP)      | 82-79 | Zárate Basket      | Víctor Nethol            | 25 de enero | 21:00 |
| Pico FBC           | 79-73 | La Unión (C)       | Párque Ángel Larrea      | 26 de enero | 21:00 |
| Tomás de Rocamora  | 94-86 | Ciclista Juninense | Julio Paccagnella        | 26 de enero | 21:00 |
| Lanús              | 98-83 | Pergamino Básquet  | Antonio Rotili           | 28 de enero | 20:00 |
| Del Progreso       | 74-87 | La Unión (C)       | Del Progreso             | 28 de enero | 21:00 |
| Ciclista Juninense | 81-72 | Quilmes            | El Coliseo del Boulevard | 29 de enero | 20:00 |
| Hispano Americano  | 81-72 | Atlético Pilar     | Juan Bautista Rocha      | 29 de enero | 22:00 |

| Deportivo Viedma      | 89-71 | La Unión (C)       | Ángel Cayetano Arias  | 30 de enero  | 21:00 |
| Lanús                 | 67-73 | Zárate Basket      | Antonio Rotili        | 31 de enero  | 20:00 |
| Racing (Chivilcoy)    | 83-76 | Quilmes            | Oscar y Alfredo Barca | 31 de enero  | 21:00 |
| Pergamino Básquet     | 85-75 | Pico FBC           | Ricardo Dorado Merlo  | 1 de febrero | 21:00 |
| Atlético Pilar        | 99-63 | Parque Sur         | Javier Peverelli      | 3 de febrero | 20:00 |
| Villa Mitre (BB)      | 78-90 | Deportivo Viedma   | José Martínez         | 3 de febrero | 21:00 |
| Racing (Chivilcoy)    | 87-70 | Pico FBC           | Oscar y Alfredo Barca | 3 de febrero | 21:00 |
| Gimnasia (LP)         | 90-77 | Quilmes            | Víctor Nethol         | 4 de febrero | 20:00 |
| Estudiantes Concordia | 80-78 | Ciclista Juninense | El Gigante Verde      | 4 de febrero | 21:30 |
| Pico FBC              | 69-87 | Deportivo Viedma   | Parque Ángel Larrea   | 5 de febrero | 21:30 |

| Lanús                 | 90-79  | Quilmes            | Antonio Rotili           | 6 de febrero  | 20:00 |
| Parque Sur            | 85-71  | Gimnasia (LP)      | Parque Sur               | 6 de febrero  | 21:00 |
| Zárate Basket         | 95-71  | Pergamino Básquet  | Carlos Vasino            | 6 de febrero  | 21:00 |
| La Unión (C)          | 83-87  | Ciclista Juninense | Carlos Delasoie          | 6 de febrero  | 22:00 |
| Del Progreso          | 84-102 | Deportivo Viedma   | Del Progreso             | 7 de febrero  | 21:00 |
| Tomás de Rocamora     | 67-70  | Gimnasia (LP)      | Julio Paccagnella        | 8 de febrero  | 20:00 |
| Estudiantes Concordia | 77-94  | Zárate Básket      | El Gigante Verde         | 8 de febrero  | 21:00 |
| Ciclista Juninense    | 97-83  | Villa Mitre (BB)   | El Coliseo del Boulevard | 9 de febrero  | 22:00 |
| Deportivo Viedma      | 83-82  | Hispano Americano  | Ángel Cayetano Arias     | 10 de febrero | 20:00 |
| Pergamino Básquet     | 80-73  | Villa Mitre (BB)   | Ricardo Dorado Merlo     | 10 de febrero | 21:00 |
| Estudiantes Concordia | 69-62  | Atlético Pilar     | El Gigante Verde         | 10 de febrero | 21:00 |
| La Unión (C)          | 85-98  | Zárate Basket      | Carlos Delasoie          | 10 de febrero | 22:00 |
| Del Progreso          | 86-75  | Hispano Americano  | Del Progreso             | 12 de febrero | 20:00 |
| Racing (Chivilcoy)    | 88-75  | Villa Mitre (BB)   | Oscar y Alfredo Barca    | 12 de febrero | 21:00 |

| Gimnasia (LP)      | 86-70  | Tomás de Rocamora | Víctor Nethol                         | 13 de febrero | 21:00 |
| Lanús              | 99-75  | Tomás de Rocamora | Antonio Rotili                        | 14 de febrero | 20:00 |
| Parque Sur         | 72-93  | La Unión (C)      | Parque Sur                            | 14 de febrero | 21:00 |
| Ciclista Juninense | 87-73  | Deportivo Viedma  | El Coliseo del Boulevard              | 14 de febrero | 22:00 |
| Villa Mitre (BB)   | 91-74  | Hispano Americano | Polideportivo Municipal Monte Hermoso | 15 de febrero | 21:00 |
| Pergamino Básquet  | 100-90 | Deportivo Viedma  | Ricardo Dorado Merlo                  | 16 de febrero | 21:00 |
| Quilmes            | 53-70  | Hispano Americano | Polideportivo Santa Clara del Mar     | 17 de febrero | 21:00 |
| Atlético Pilar     | 78-74  | Lanús             | Javier Peverelli                      | 17 de febrero | 21:00 |
| Pico FBC           | 86-77  | Parque Sur        | Parque Ángel Larrea                   | 17 de febrero | 22:00 |
| Racing (Chivilcoy) | 98-86  | Deportivo Viedma  | Oscar y Alfredo Barca                 | 18 de febrero | 21:00 |
| Del Progreso       | 102-69 | Parque Sur        | Del Progreso                          | 19 de febrero | 21:00 |

| Lanús                 | 94-89  | Estudiantes Concordia | Antonio Rotili                        | 20 de febrero | 21:00 |
| Ciclista Juninense    | 88-83  | Pico FBC              | El Coliseo del Boulevard              | 20 de febrero | 22:00 |
| Gimnasia (LP)         | 84-73  | Estudiantes Concordia | Víctor Nethol                         | 21 de febrero | 20:00 |
| Deportivo Viedma      | 84-74  | Parque Sur            | Ángel Cayetano Arias                  | 21 de febrero | 21:00 |
| Zárate Basket         | 103-56 | Ciclista Juninense    | Carlos Vasino                         | 22 de febrero | 21:00 |
| Villa Mitre (BB)      | 68-79  | Parque Sur            | Polideportivo Municipal Monte Hermoso | 22 de febrero | 21:00 |
| Atlético Pilar        | 68-71  | Racing (Chivilcoy)    | Javier Peverelli                      | 22 de febrero | 21:00 |
| Pico FBC              | 67-60  | Del Progreso          | Parque Ángel Larrea                   | 23 de febrero | 21:00 |
| Hispano Americano     | 87-68  | Estudiantes Concordia | Tito Wilson                           | 23 de febrero | 22:00 |
| Atlético Pilar        | 83-74  | Pergamino Básquet     | Javier Peverelli                      | 24 de febrero | 21:00 |
| La Unión (C)          | 65-64  | Quilmes               | Carlos Delasoie                       | 24 de febrero | 22:00 |
| Ciclista Juninense    | 76-75  | Lanús                 | El Coliseo del Boulevard              | 25 de febrero | 21:00 |
| Tomás de Rocamora     | 83-86  | Zárate Basket         | Julio César Paccagnella               | 25 de febrero | 21:00 |
| Villa Mitre (BB)      | 84-78  | Del Progreso          | José Martínez                         | 25 de febrero | 22:00 |
| Estudiantes Concordia | 78-82  | Quilmes               | El Gigante Verde                      | 26 de febrero | 20:00 |
| Hispano Americano     | 101-85 | Gimnasia (LP)         | Juan Bautista Rocha                   | 26 de febrero | 22:00 |

| Deportivo Viedma   | 82-73 | Del Progreso          | Ángel Cayetano Arias      | 27 de febrero | 21:00 |
| Parque Sur         | 81-96 | Zárate Basket         | Parque Sur                | 27 de febrero | 21:00 |
| Lanús              | 72-75 | La Unión (C)          | Antonio Rotili            | 28 de febrero | 21:00 |
| Pico FBC           | 74-70 | Estudiantes Concordia | Parque Ángel Larrea       | 28 de febrero | 22:00 |
| Gimnasia (LP)      | 70-64 | La Unión (C)          | Víctor Nethol             | 1 de marzo    | 20:00 |
| Racing (Chivilcoy) | 89-65 | Hispano Americano     | Oscar y Alfredo Barca     | 1 de marzo    | 21:00 |
| Del Progreso       | 79-65 | Estudiantes Concordia | Del Progreso              | 2 de marzo    | 21:00 |
| Pergamino Básquet  | 80-69 | Gimnasia (LP)         | Ricardo Dorado Merlo      | 3 de marzo    | 20:00 |
| Quilmes            | 61-88 | Zárate Basket         | Islas Malvinas            | 3 de marzo    | 21:00 |
| Ciclista Juninense | 67-61 | Hispano Americano     | El Coliseo del Boulevard  | 3 de marzo    | 21:30 |
| Deportivo Viedma   | 77-83 | Estudiantes Concordia | Ángel Cayetano Arias      | 4 de marzo    | 21:30 |
| Parque Sur         | 75-60 | Tomás de Rocamora     | Parque Sur                | 4 de marzo    | 21:30 |
| Quilmes            | 84-91 | Atlético Pilar        | Polideportivo Santa Clara | 5 de marzo    | 20:00 |
| Pergamino Básquet  | 62-66 | Racing (Chivilcoy)    | Ricardo Dorado Merlo      | 5 de marzo    | 21:00 |

| Pico FBC              | 77-75 | Hispano Americano     | Parque Ángel Larrea         | 6 de marzo  | 20:00 |
| Villa Mitre (BB)      | 91-65 | Estudiantes Concordia | José Martínez               | 6 de marzo  | 21:00 |
| Gimnasia (LP)         | 81-76 | Lanús                 | Polideportivo Víctor Nethol | 7 de marzo  | 21:00 |
| Pergamino Básquet     | 66-69 | Hispano Americano     | Ricardo Dorado Merlo        | 8 de marzo  | 21:00 |
| Del Progreso          | 64-87 | Quilmes               | Del Progreso                | 9 de marzo  | 20:00 |
| La Unión (C)          | 84-68 | Villa Mitre (BB)      | Carlos Delasoie             | 9 de marzo  | 21:00 |
| Atlético Pilar        | 70-69 | Ciclista Juninense    | Javier Peverelli            | 10 de marzo | 20:00 |
| Racing (Chivilcoy)    | 96-71 | Lanús                 | Oscar y Alfredo Barca       | 10 de marzo | 21:00 |
| Estudiantes Concordia | 84-71 | Villa Mitre (BB)      | El Gigante Verde            | 11 de marzo | 20:00 |
| Pico FBC              | 78-85 | Quilmes               | Parque Ángel Larrea         | 11 de marzo | 21:00 |
| La Unión (C)          | 66-68 | Pergamino Básquet     | Carlos Delasoie             | 12 de marzo | 21:00 |

| Lanús                 | 68-56 | Del Progreso       | Antonio Rotili                | 13 de marzo | 20:00 |
| Tomás de Rocamora     | 92-77 | Villa Mitre (BB)   | Julio Paccagnella             | 13 de marzo | 21:00 |
| Estudiantes Concordia | 70-62 | Pergamino Básquet  | El Gigante Verde              | 13 de marzo | 21:00 |
| Zárate Básquet        | 85-79 | Del Progreso       | Carlos Vasino                 | 15 de marzo | 20:00 |
| Parque Sur            | 66-77 | Villa Mitre (BB)   | Parque Sur                    | 15 de marzo | 21:00 |
| Atlético Pilar        | 95-81 | Del Progreso       | Javier Peverelli              | 16 de marzo | 20:00 |
| Quilmes               | 93-88 | Tomás de Rocamora  | Islas Malvinas                | 17 de marzo | 21:00 |
| Hispano Americano     | 72-63 | La Unión (C)       | Municipal Juan Bautista Rocha | 17 de marzo | 22:00 |
| Atlético Pilar        | 85-80 | Gimnasia (LP)      | Javier Peverelli              | 18 de marzo | 20:00 |
| Racing (Chivilcoy)    | 68-69 | Ciclista Juninense | Oscar y Alfredo Barca         | 19 de marzo | 20:00 |
| Villa Mitre (BB)      | 88-80 | Tomás de Rocamora  | José Martínez                 | 19 de marzo | 20:00 |

| Hispano Americano     | 89-61 | Parque Sur         | Juan Bautista Rocha  | 20 de marzo | 21:00 |
| Villa Mitre (BB)      | 80-67 | Lanús              | José Martínez        | 21 de marzo | 20:00 |
| Tomás de Rocamora     | 80-82 | Pergamino Básquet  | Julio Paccagnella    | 22 de marzo | 22:00 |
| Parque Sur            | 60-75 | Pergamino Básquet  | Parque Sur           | 23 de marzo | 21:00 |
| Deportivo Viedma      | 83-68 | Lanús              | Ángel Cayetano Arias | 23 de marzo | 21:00 |
| Villa Mitre (BB)      | 85-78 | Zárate Basket      | José Martínez        | 23 de marzo | 21:00 |
| Quilmes               | 73-77 | Racing (Chivilcoy) | Islas Malvinas       | 24 de marzo | 20:00 |
| Deportivo Viedma      | 70-77 | Zárate Basket      | Ángel Cayetano Arias | 25 de marzo | 21:00 |
| Estudiantes Concordia | 98-81 | Parque Sur         | El Gigante Verde     | 25 de marzo | 21:00 |
| Del Progreso          | 71-73 | Lanús              | Del Progreso         | 25 de marzo | 21:00 |
| Pico FBC              | 89-72 | Tomás de Rocamora  | Parque Ángel Larrea  | 25 de marzo | 22:00 |

| Del Progreso       | 95-75 | Tomás de Rocamora | Del Progreso                  | 27 de marzo | 20:00 |
| Deportivo Viedma   | 76-67 | Quilmes           | Ángel Cayetano Arias          | 27 de marzo | 21:00 |
| Pico FBC           | 93-78 | Lanús             | Parque Ángel Larrea           | 27 de marzo | 21:00 |
| Villa Mitre (BB)   | 90-94 | Quilmes           | José Martínez                 | 29 de marzo | 20:30 |
| Hispano Americano  | 69-76 | Zárate Basket     | Municipal Juan Bautista Rocha | 29 de marzo | 21:00 |
| Ciclista Juninense | 70-72 | Pergamino Básquet | El Coliseo del Boulevard      | 29 de marzo | 21:00 |
| Racing (Chivilcoy) | 93-69 | Gimnasia (LP)     | Independiente (Chivilcoy)     | 29 de marzo | 21:00 |
| La Unión (C)       | 87-74 | Atlético Pilar    | Carlos Delasoie               | 29 de marzo | 21:30 |
| Deportivo Viedma   | 99-46 | Tomás de Rocamora | Ángel Cayetano Arias          | 29 de marzo | 21:30 |

### Postemporada, play-offs

#### Play-in

##### Conferencia norte
|  | Primera eliminatoria | Primera eliminatoria | Primera eliminatoria |    |  | Segunda eliminatoria | Segunda eliminatoria | Segunda eliminatoria |  | Clasificados | Clasificados  |
|  |                      |                      |                      |    |  |                      |                      |                      |  |              |               |
|  | 11.°                 | Echagüe              | 70                   |    |  |                      |                      |                      |  | 11.°         | Echagüe       |
|  | 12.°                 | Rivadavia (M)        | 59                   |    |  |                      |                      |                      |  |              |               |
|  |                      |                      |                      |    |  | 12.°                 | Rivadavia (M)        | 81                   |  | 12.°         | Rivadavia (M) |
|  |                      | 14.°                 | Salta Basket         | 72 |  |                      |                      |                      |  |              |               |
|  | 13.°                 | Jáchal BC            | 80                   |    |  |                      |                      |                      |  |              |               |
|  | 14.°                 | Salta Basket         | 101                  |    |  |                      |                      |                      |  |              |               |

Echagüe - Rivadavia (Mendoza)
| 4 de abril, 21:00 | Echagüe                                                                    | 70–59                | Rivadavia (M)                                                       | Paraná                                                                                       |  |
|                   | Parciales: 18-18, 17-11, 15-17, 20-13                                      |                      |                                                                     |                                                                                              |  |
|                   | Estadísticas Joaquín Fernández 17 Lisandro Ruiz Moreno 8 Germán González 5 | Reporte Pts Reb Asts | Estadísticas 21 Tobías Cravero 9 Tobías Cravero 4 Franco Sampaulise | Pabellón: Estadio Luis Butta Árbitros: * Sebastián Vasallo * Ezequiel Macías * Carla Domingo |  |

Jáchal BC - Salta Basket
| 4 de abril, 22:00 | Jáchal BC                                                      | 80–101               | Salta Basket                                               | San José de Jáchal                                                                               |  |
|                   | Parciales: 26-26, 22-25, 16-26, 16-24                          |                      |                                                            |                                                                                                  |  |
|                   | Estadísticas Ismael Sarruff 25 Juan Cognigni 6 Juan Cognigni 8 | Reporte Pts Reb Asts | Estadísticas 19 Yoel Cuenca 11 Nasif Farah 8 Facundo Arias | Pabellón: Estadio Papa Francisco Árbitros: * Sergio Tarifeño * Andrés Barbarini * Bianca Tedesco |  |

Rivadavia (Mendoza) - Salta Basket
| 6 de abril, 22:00 | Rivadavia (M)                                                            | 81–72                | Salta Basket                                                | Rivadavia                                                                                      |  |
|                   | Parciales: 20-20, 15-16, 11-20, 35-16                                    |                      |                                                             |                                                                                                |  |
|                   | Estadísticas Franco Sampaulise 19 Jonah Underwood 12 Stéfano Arancibia 4 | Reporte Pts Reb Asts | Estadísticas 17 Facundo Arias 9 Diego Peralta 4 Yoel Cuenca | Pabellón: Estadio Leopoldo Brozovix Árbitros: * Raúl Sánchez * Fabio Alaníz * Andrés Barbarini |  |

##### Conferencia sur
|  | Primera eliminatoria | Primera eliminatoria | Primera eliminatoria |    |  | Segunda eliminatoria | Segunda eliminatoria | Segunda eliminatoria |  | Clasificados | Clasificados     |
|  |                      |                      |                      |    |  |                      |                      |                      |  |              |                  |
|  | 11.°                 | Villa Mitre (BB)     | 77                   |    |  |                      |                      |                      |  | 11.°         | Villa Mitre (BB) |
|  | 12.°                 | Atlético Pilar       | 68                   |    |  |                      |                      |                      |  |              |                  |
|  |                      |                      |                      |    |  | 12.°                 | Atlético Pilar       | 84                   |  | 12.°         | Atlético Pilar   |
|  |                      | 13.°                 | Gimnasia (LP)        | 79 |  |                      |                      |                      |  |              |                  |
|  | 13.°                 | Gimnasia (LP)        | 88                   |    |  |                      |                      |                      |  |              |                  |
|  | 14.°                 | Tomás de Rocamora    | 86                   |    |  |                      |                      |                      |  |              |                  |

Villa Mitre (Bahía Blanca) - Atlético Pilar
| 3 de abril, 21:00 | Villa Mitre (BB)                                                      | 77–68                | Atlético Pilar                                                        | Bahía Blanca                                                                                         |  |
|                   | Parciales: 20-19, 16-26, 21-15, 20-8                                  |                      |                                                                       | |  |
|                   | Estadísticas Federico Harina 27 Valentín Duvanced 13 Jano Martínez 10 | Reporte Pts Reb Asts | Estadísticas 26 Anastasios Demogerontas 6 Dishon Lowery 7 Pablo Bruna | Pabellón: Estadio José Martínez Árbitros: * José Luis Lugli * Guillermo Di Lernia * Florencia Benzer |  |

Gimnasia y Esgrima La Plata - Tomás de Rocamora
| 3 de abril, 20:00 | Gimnasia (LP)                                                                | 88–86                | Tomás de Rocamora                                                  | La Plata                                                                                              |  |
|                   | Parciales: 31-13, 10-32, 18-23, 29-18                                        |                      |                                                                    | |  |
|                   | Estadísticas Nicolás Gianella 21 Juan Pablo Lancieri 9 Juan Pablo Lancieri 6 | Reporte Pts Reb Asts | Estadísticas 21 Matías Caire 10 Tomás Verbauwede 3 Franco Ferraria | Pabellón: Polideportivo Víctor Nethol Árbitros: * José Domínguez * Matías Sotelo * Guillermo Grondona |  |

Atlético Pilar - Gimnasia y Esgrima La Plata
| 6 de abril, 21:00 | Atlético Pilar                                                    | 84–79                | Gimnasia (LP)                                                        | Pilar                                                                                                  |  |
|                   | Parciales: 12-12, 25-23, 18-23, 29-21                             |                      |                                                                      | |  |
|                   | Estadísticas Franco Smaniotti 24 Franco Smaniotti 7 Pablo Bruna 3 | Reporte Pts Reb Asts | Estadísticas 19 Nicolás Gianella 9 Franco Barroso 7 Nicolás Gianella | Pabellón: Estadio Javier Peverelli Árbitros: * Danilo Molina * Pedro Hoyo * Franco Anselmo Krivokapich |  |

#### Play-offs de campeonato

##### Cuadro
|  | Primera Ronda | Primera Ronda        | Primera Ronda      |                     |   | Segunda Ronda | Segunda Ronda | Segunda Ronda |  |    | Cuartos de Final   | Cuartos de Final | Cuartos de Final |  |    | Semifinales        | Semifinales | Semifinales |  |    | Final         | Final | Final |  |
|  |               |                      |                    |                     |   |               |               |               |  |    |                    |                  |                  |  |    |                    |             |             |  |    |               |       |       |  |
|  |               |                      |                    |                     |   |               |               |               |  |    |                    |                  |                  |  |    |                    |             |             |  |    |               |       |       |  |
|  |               |                      |                    |                     |   |               |               |               |  |    |                    |                  |                  |  |    |                    |             |             |  |    |               |       |       |  |
|  |               |                      |                    |                     |   |               |               |               |  |    |                    |                  |                  |  |    |                    |             |             |  |    |               |       |       |  |
|  |               |                      |                    |                     |   |               |               |               |  |    |                    |                  |                  |  |    |                    |             |             |  |    |               |       |       |  |
|  |               | 1N                   | Barrio Parque      | 1                   |   |               |               |               |  |    |                    |                  |                  |  |    |                    |             |             |  |    |               |       |       |  |
|  |               |                      |                    | 1                   |   |               |               |               |  |    |                    |                  |                  |  |    |                    |             |             |  |    |               |       |       |  |
|  |               |                      | 9N                 | Libertad            | 3 |               |               |               |  |    |                    |                  |                  |  |    |                    |             |             |  |    |               |       |       |  |
|  | 9N            | Libertad             | 9N                 | Libertad            | 3 | 2             |               |               |  |    |                    |                  |                  |  |    |                    |             |             |  |    |               |       |       |  |
|  | 9N            | Libertad             |                    |                     |   |               |               |               |  |    |                    |                  |                  |  |    |                    |             |             |  |    |               |       |       |  |
|  | 10N           | Colón                | 1                  |                     |   |               |               |               |  |    |                    |                  |                  |  |    |                    |             |             |  |    |               |       |       |  |
|  | 10N           | Colón                | 1                  |                     |   |               |               |               |  | 4N | GEPU               | 3                |                  |  |    |                    |             |             |  |    |               |       |       |  |
|  |               |                      |                    |                     |   |               |               |               |  | 4N | GEPU               | 3                |                  |  |    |                    |             |             |  |    |               |       |       |  |
|  |               |                      | 9N                 | Libertad            | 2 |               |               |               |  |    |                    |                  |                  |  |    |                    |             |             |  |    |               |       |       |  |
|  |               |                      | 9N                 | Libertad            | 2 |               |               |               |  |    |                    |                  |                  |  |    |                    |             |             |  |    |               |       |       |  |
|  |               |                      |                    |                     |   |               |               |               |  |    |                    |                  |                  |  |    |                    |             |             |  |    |               |       |       |  |
|  |               |                      |                    |                     |   |               |               |               |  |    |                    |                  |                  |  |    |                    |             |             |  |    |               |       |       |  |
|  |               | 4N                   | GEPU               | 3                   |   |               |               |               |  |    |                    |                  |                  |  |    |                    |             |             |  |    |               |       |       |  |
|  |               |                      |                    | 3                   |   |               |               |               |  |    |                    |                  |                  |  |    |                    |             |             |  |    |               |       |       |  |
|  |               |                      | 5N                 | Deportivo Norte (A) | 2 |               |               |               |  |    |                    |                  |                  |  |    |                    |             |             |  |    |               |       |       |  |
|  | 5N            | Deportivo Norte (A)  | 5N                 | Deportivo Norte (A) | 2 | 2             |               |               |  |    |                    |                  |                  |  |    |                    |             |             |  |    |               |       |       |  |
|  | 5N            | Deportivo Norte (A)  |                    |                     |   |               |               |               |  |    |                    |                  |                  |  |    |                    |             |             |  |    |               |       |       |  |
|  | 12N           | Rivadavia (M)        | 1                  |                     |   |               |               |               |  |    |                    |                  |                  |  |    |                    |             |             |  |    |               |       |       |  |
|  | 12N           | Rivadavia (M)        | 1                  |                     |   |               |               |               |  |    |                    |                  |                  |  | 2N | Ameghino (VM)      | 3           |             |  |    |               |       |       |  |
|  |               |                      |                    |                     |   |               |               |               |  |    |                    |                  |                  |  | 2N | Ameghino (VM)      | 3           |             |  |    |               |       |       |  |
|  |               |                      | 4N                 | GEPU                | 0 |               |               |               |  |    |                    |                  |                  |  |    |                    |             |             |  |    |               |       |       |  |
|  |               |                      | 4N                 | GEPU                | 0 |               |               |               |  |    |                    |                  |                  |  |    |                    |             |             |  |    |               |       |       |  |
|  |               |                      |                    |                     |   |               |               |               |  |    |                    |                  |                  |  |    |                    |             |             |  |    |               |       |       |  |
|  |               |                      |                    |                     |   |               |               |               |  |    |                    |                  |                  |  |    |                    |             |             |  |    |               |       |       |  |
|  |               | 2N                   | Ameghino (VM)      | 3                   |   |               |               |               |  |    |                    |                  |                  |  |    |                    |             |             |  |    |               |       |       |  |
|  |               |                      |                    | 3                   |   |               |               |               |  |    |                    |                  |                  |  |    |                    |             |             |  |    |               |       |       |  |
|  |               |                      | 8N                 | Montmartre          | 0 |               |               |               |  |    |                    |                  |                  |  |    |                    |             |             |  |    |               |       |       |  |
|  | 7N            | Villa San Martín (R) | 8N                 | Montmartre          | 0 | 1             |               |               |  |    |                    |                  |                  |  |    |                    |             |             |  |    |               |       |       |  |
|  | 7N            | Villa San Martín (R) |                    |                     |   |               |               |               |  |    |                    |                  |                  |  |    |                    |             |             |  |    |               |       |       |  |
|  | 8N            | Montmartre           | 2                  |                     |   |               |               |               |  |    |                    |                  |                  |  |    |                    |             |             |  |    |               |       |       |  |
|  | 8N            | Montmartre           | 2                  |                     |   |               |               |               |  | 2N | Ameghino (VM)      | 3                |                  |  |    |                    |             |             |  |    |               |       |       |  |
|  |               |                      |                    |                     |   |               |               |               |  | 2N | Ameghino (VM)      | 3                |                  |  |    |                    |             |             |  |    |               |       |       |  |
|  |               |                      | 3N                 | San Isidro (SF)     | 1 |               |               |               |  |    |                    |                  |                  |  |    |                    |             |             |  |    |               |       |       |  |
|  |               |                      | 3N                 | San Isidro (SF)     | 1 |               |               |               |  |    |                    |                  |                  |  |    |                    |             |             |  |    |               |       |       |  |
|  |               |                      |                    |                     |   |               |               |               |  |    |                    |                  |                  |  |    |                    |             |             |  |    |               |       |       |  |
|  |               |                      |                    |                     |   |               |               |               |  |    |                    |                  |                  |  |    |                    |             |             |  |    |               |       |       |  |
|  |               | 3N                   | San Isidro (SF)    | 3                   |   |               |               |               |  |    |                    |                  |                  |  |    |                    |             |             |  |    |               |       |       |  |
|  |               |                      |                    | 3                   |   |               |               |               |  |    |                    |                  |                  |  |    |                    |             |             |  |    |               |       |       |  |
|  |               |                      | 6N                 | Independiente BBC   | 2 |               |               |               |  |    |                    |                  |                  |  |    |                    |             |             |  |    |               |       |       |  |
|  | 6N            | Independiente BBC    | 6N                 | Independiente BBC   | 2 | 2             |               |               |  |    |                    |                  |                  |  |    |                    |             |             |  |    |               |       |       |  |
|  | 6N            | Independiente BBC    |                    |                     |   |               |               |               |  |    |                    |                  |                  |  |    |                    |             |             |  |    |               |       |       |  |
|  | 11N           | Echagüe              | 0                  |                     |   |               |               |               |  |    |                    |                  |                  |  |    |                    |             |             |  |    |               |       |       |  |
|  | 11N           | Echagüe              | 0                  |                     |   |               |               |               |  |    |                    |                  |                  |  |    |                    |             |             |  | 2N | Ameghino (VM) | 2     |       |  |
|  |               |                      |                    |                     |   |               |               |               |  |    |                    |                  |                  |  |    |                    |             |             |  | 2N | Ameghino (VM) | 2     |       |  |
|  |               |                      | 2S                 | Zárate Basket       | 3 |               |               |               |  |    |                    |                  |                  |  |    |                    |             |             |  |    |               |       |       |  |
|  |               |                      | 2S                 | Zárate Basket       | 3 |               |               |               |  |    |                    |                  |                  |  |    |                    |             |             |  |    |               |       |       |  |
|  |               |                      |                    |                     |   |               |               |               |  |    |                    |                  |                  |  |    |                    |             |             |  |    |               |       |       |  |
|  |               |                      |                    |                     |   |               |               |               |  |    |                    |                  |                  |  |    |                    |             |             |  |    |               |       |       |  |
|  |               | 1S                   | Racing (Chivilcoy) | 3                   |   |               |               |               |  |    |                    |                  |                  |  |    |                    |             |             |  |    |               |       |       |  |
|  |               |                      |                    | 3                   |   |               |               |               |  |    |                    |                  |                  |  |    |                    |             |             |  |    |               |       |       |  |
|  |               |                      | 10S                | Pico FBC            | 0 |               |               |               |  |    |                    |                  |                  |  |    |                    |             |             |  |    |               |       |       |  |
|  | 7S            | Pergamino Básquet    | 10S                | Pico FBC            | 0 | 0             |               |               |  |    |                    |                  |                  |  |    |                    |             |             |  |    |               |       |       |  |
|  | 7S            | Pergamino Básquet    |                    |                     |   |               |               |               |  |    |                    |                  |                  |  |    |                    |             |             |  |    |               |       |       |  |
|  | 10S           | Pico FBC             | 2                  |                     |   |               |               |               |  |    |                    |                  |                  |  |    |                    |             |             |  |    |               |       |       |  |
|  | 10S           | Pico FBC             | 2                  |                     |   |               |               |               |  | 1S | Racing (Chivilcoy) | 3                |                  |  |    |                    |             |             |  |    |               |       |       |  |
|  |               |                      |                    |                     |   |               |               |               |  | 1S | Racing (Chivilcoy) | 3                |                  |  |    |                    |             |             |  |    |               |       |       |  |
|  |               |                      | 5S                 | Hispano Americano   | 1 |               |               |               |  |    |                    |                  |                  |  |    |                    |             |             |  |    |               |       |       |  |
|  |               |                      | 5S                 | Hispano Americano   | 1 |               |               |               |  |    |                    |                  |                  |  |    |                    |             |             |  |    |               |       |       |  |
|  |               |                      |                    |                     |   |               |               |               |  |    |                    |                  |                  |  |    |                    |             |             |  |    |               |       |       |  |
|  |               |                      |                    |                     |   |               |               |               |  |    |                    |                  |                  |  |    |                    |             |             |  |    |               |       |       |  |
|  |               | 4S                   | Deportivo Viedma   | 1                   |   |               |               |               |  |    |                    |                  |                  |  |    |                    |             |             |  |    |               |       |       |  |
|  |               |                      |                    | 1                   |   |               |               |               |  |    |                    |                  |                  |  |    |                    |             |             |  |    |               |       |       |  |
|  |               |                      | 5S                 | Hispano Americano   | 3 |               |               |               |  |    |                    |                  |                  |  |    |                    |             |             |  |    |               |       |       |  |
|  | 5S            | Hispano Americano    | 5S                 | Hispano Americano   | 3 | 2             |               |               |  |    |                    |                  |                  |  |    |                    |             |             |  |    |               |       |       |  |
|  | 5S            | Hispano Americano    |                    |                     |   |               |               |               |  |    |                    |                  |                  |  |    |                    |             |             |  |    |               |       |       |  |
|  | 12S           | Atlético Pilar       | 1                  |                     |   |               |               |               |  |    |                    |                  |                  |  |    |                    |             |             |  |    |               |       |       |  |
|  | 12S           | Atlético Pilar       | 1                  |                     |   |               |               |               |  |    |                    |                  |                  |  | 1S | Racing (Chivilcoy) | 2           |             |  |    |               |       |       |  |
|  |               |                      |                    |                     |   |               |               |               |  |    |                    |                  |                  |  | 1S | Racing (Chivilcoy) | 2           |             |  |    |               |       |       |  |
|  |               |                      | 2S                 | Zárate Basket       | 3 |               |               |               |  |    |                    |                  |                  |  |    |                    |             |             |  |    |               |       |       |  |
|  |               |                      | 2S                 | Zárate Basket       | 3 |               |               |               |  |    |                    |                  |                  |  |    |                    |             |             |  |    |               |       |       |  |
|  |               |                      |                    |                     |   |               |               |               |  |    |                    |                  |                  |  |    |                    |             |             |  |    |               |       |       |  |
|  |               |                      |                    |                     |   |               |               |               |  |    |                    |                  |                  |  |    |                    |             |             |  |    |               |       |       |  |
|  |               | 2S                   | Zárate Basket      | 3                   |   |               |               |               |  |    |                    |                  |                  |  |    |                    |             |             |  |    |               |       |       |  |
|  |               |                      |                    | 3                   |   |               |               |               |  |    |                    |                  |                  |  |    |                    |             |             |  |    |               |       |       |  |
|  |               |                      | 8S                 | La Unión (C)        | 1 |               |               |               |  |    |                    |                  |                  |  |    |                    |             |             |  |    |               |       |       |  |
|  | 8S            | La Unión (C)         | 8S                 | La Unión (C)        | 1 | 2             |               |               |  |    |                    |                  |                  |  |    |                    |             |             |  |    |               |       |       |  |
|  | 8S            | La Unión (C)         |                    |                     |   |               |               |               |  |    |                    |                  |                  |  |    |                    |             |             |  |    |               |       |       |  |
|  | 9S            | Quilmes              | 1                  |                     |   |               |               |               |  |    |                    |                  |                  |  |    |                    |             |             |  |    |               |       |       |  |
|  | 9S            | Quilmes              | 1                  |                     |   |               |               |               |  | 2S | Zárate Basket      | 3                |                  |  |    |                    |             |             |  |    |               |       |       |  |
|  |               |                      |                    |                     |   |               |               |               |  | 2S | Zárate Basket      | 3                |                  |  |    |                    |             |             |  |    |               |       |       |  |
|  |               |                      | 3S                 | Ciclista Juninense  | 0 |               |               |               |  |    |                    |                  |                  |  |    |                    |             |             |  |    |               |       |       |  |
|  |               |                      | 3S                 | Ciclista Juninense  | 0 |               |               |               |  |    |                    |                  |                  |  |    |                    |             |             |  |    |               |       |       |  |
|  |               |                      |                    |                     |   |               |               |               |  |    |                    |                  |                  |  |    |                    |             |             |  |    |               |       |       |  |
|  |               |                      |                    |                     |   |               |               |               |  |    |                    |                  |                  |  |    |                    |             |             |  |    |               |       |       |  |
|  |               | 3S                   | Ciclista Juninense | 3                   |   |               |               |               |  |    |                    |                  |                  |  |    |                    |             |             |  |    |               |       |       |  |
|  |               |                      |                    | 3                   |   |               |               |               |  |    |                    |                  |                  |  |    |                    |             |             |  |    |               |       |       |  |
|  |               |                      | 6S                 | Lanús               | 2 |               |               |               |  |    |                    |                  |                  |  |    |                    |             |             |  |    |               |       |       |  |
|  | 6S            | Lanús                | 6S                 | Lanús               | 2 | 2             |               |               |  |    |                    |                  |                  |  |    |                    |             |             |  |    |               |       |       |  |
|  | 6S            | Lanús                |                    |                     |   |               |               |               |  |    |                    |                  |                  |  |    |                    |             |             |  |    |               |       |       |  |
|  | 11S           | Villa Mitre (BB)     | 0                  |                     |   |               |               |               |  |    |                    |                  |                  |  |    |                    |             |             |  |    |               |       |       |  |
|  | 11S           | Villa Mitre (BB)     | 0                  |                     |   |               |               |               |  |    |                    |                  |                  |  |    |                    |             |             |  |    |               |       |       |  |
|  |               |                      |                    |                     |   |               |               |               |  |    |                    |                  |                  |  |    |                    |             |             |  |    |               |       |       |  |

El equipo que figura en la primera línea es quien obtuvo la ventaja de localía.

El resultado que figura al lado de cada equipo es la sumatoria de partidos ganados.

##### Reclasificación

###### Conferencia Norte
Deportivo Norte (Armstrong) - Rivadavia (Mendoza)
| 11 de abril, 22:00 | Rivadavia (M)                                                           | 83–77                | Deportivo Norte (A)                                   | Rivadavia                                                                                      |  |  |
|                    | Parciales: 19-20, 19-19, 15-18, 30-20                                   |                      |                                                       |                                                                                                |  |  |
|                    | Estadísticas Franco Sampaulise 22 Tobías Cravero 13 Stéfano Arancibia 5 | Reporte Pts Reb Asts | Estadísticas 18 Franco Borsellino 7 Franco Borsellino | Pabellón: Estadio Leopoldo Brozovix Árbitros: * Micaela Prado * Elías Raboy * Franco Buscaglia |  |  |
| Serie: 1-0         |                                                                         |                      |                                                       |                                                                                                |  |  |
|                    |                                                                         |                      |                                                       |                                                                                                |  |  |

| 14 de abril, 21:00 | Deportivo Norte (A)                                             | 84–73                | Rivadavia (M)                                                        | Armstrong                                                                              |  |  |
|                    | Parciales: 19-24, 23-12, 27-17, 15-20                           |                      |                                                                      |                                                                                        |  |  |
|                    | Estadísticas Aquiles Montani 20 Aquiles Montani 8 Juan Lugrin 6 | Reporte Pts Reb Asts | Estadísticas 17 Luciano Silva 13 Jonah Underwood 3 Franco Sampaulise | Pabellón: Estadio Norte Árbitros: * Raúl Lorenzo * Maximiliano Moral * Emanuel Sánchez |  |  |
| Serie: 1-1         |                                                                 |                      |                                                                      |                                                                                        |  |  |
|                    |                                                                 |                      |                                                                      |                                                                                        |  |  |

| 16 de abril, 21:00 | Deportivo Norte (A) | 64–55 | Rivadavia (M) | Armstrong                             |  |  |
|                    |                     |       |               |                                       |  |  |
|                    |                     |       |               | Pabellón: Estadio Norte Árbitros: * * |  |  |
| Serie: 2-1         |                     |       |               |                                       |  |  |
|                    |                     |       |               |                                       |  |  |

Independiente BBC - Echagüe
| 11 de abril, 21:00 | Echagüe                                                                  | 64–69                | Independiente BBC                                                  | Paraná                                                                                     |  |  |
|                    | Parciales: 17-17, 14-18, 17-16, 16-18                                    |                      |                                                                    |                                                                                            |  |  |
|                    | Estadísticas Lisandro Ruiz Moreno 27 Facundo Carulla 7 Germán González 4 | Reporte Pts Reb Asts | Estadísticas 22 Tomás Allende 12 Gonzalo Torres 3 Lucio Castellani | Pabellón: Estadio Luis Butta Árbitros: * Ariel Rosas * Guillermo Di Lernia * Carla Domingo |  |  |
| Serie: 0-1         |                                                                          |                      |                                                                    |                                                                                            |  |  |
|                    |                                                                          |                      |                                                                    |                                                                                            |  |  |

| 14 de abril, 22:00 | Independiente BBC                                                | 80–70                | Echagüe                                                             | Santiago del Estero                                                                          |  |  |
|                    | Parciales: 24-14, 9-17, 22-21, 25-18                             |                      |                                                                     |                                                                                              |  |  |
|                    | Estadísticas Tomás Allende 18 Gonzalo Torres 7 Emiliano Correa 6 | Reporte Pts Reb Asts | Estadísticas 12 Germán González 6 Facundo Carulla 6 Germán González | Pabellón: Estadio Israel Parnás Árbitros: * Alejandro Trías * Elías Raboy * Andrés Barbarini |  |  |
| Serie: 2-0         |                                                                  |                      |                                                                     |                                                                                              |  |  |
|                    |                                                                  |                      |                                                                     |                                                                                              |  |  |

Villa San Martín (Resistencia) - Montmartre
| 11 de abril, 22:00 | Montmartre                                                               | 91–83                | Villa San Martín (R)                                              | S. F. del Valle de Catamarca                                                                            |  |  |
|                    | Parciales: 21-19, 30-15, 22-27, 18-22                                    |                      |                                                                   | |  |  |
|                    | Estadísticas Francisco Conrradi 20 Nicolás Franco 7 Francisco Conrradi 6 | Reporte Pts Reb Asts | Estadísticas 23 Soren De Luque 11 Gonzalo Guevara 4 Milton Vittar | Pabellón: Polideportivo Fray Mamerto Esquiú Árbitros: * Pablo Leyton * Nicolás Danna * Andrés Barbarini |  |  |
| Serie: 1-0         |                                                                          |                      |                                                                   | |  |  |
|                    |                                                                          |                      |                                                                   | |  |  |

| 14 de abril, 22:00 | Villa San Martín (R)                                                | 94–90                | Montmartre                                                  | Resistencia                                                                                             |  |  |
|                    | Parciales: 28-27, 21-19, 25-13, 20-31                               |                      |                                                             | |  |  |
|                    | Estadísticas Gonzalo Guevara 25 Gonzalo Guevara 16 Soren De Luque 6 | Reporte Pts Reb Asts | Estadísticas 20 Martín Gómez 8 Nicolás Fraco 5 Martín Gómez | Pabellón: Estadio de Villa San Martín Árbitros: * Sebastián Vasallo * Ezequiel Macías * Alejandro Costa |  |  |
| Serie: 1-1         |                                                                     |                      |                                                             | |  |  |
|                    |                                                                     |                      |                                                             | |  |  |

| 16 de abril, 22:00 | Villa San Martín (R) | 78–84 | Montmartre | Resistencia                                         |  |  |
|                    |                      |       |            |                                                     |  |  |
|                    |                      |       |            | Pabellón: Estadio de Villa San Martín Árbitros: * * |  |  |
| Serie: 1-2         |                      |       |            |                                                     |  |  |
|                    |                      |       |            |                                                     |  |  |

Colón - Libertad
| 11 de abril, 21:00 | Libertad                                                         | 71–69                | Colón                                                                  | Sunchales                                                                                              |  |  |
|                    | Parciales: 17-19, 13-16, 24-16, 17-18                            |                      |                                                                        | |  |  |
|                    | Estadísticas Estefano Simondi 16 Juan Pablo Wall 8 Mateo Pérez 3 | Reporte Pts Reb Asts | Estadísticas 20 Dwayne Russel Jr. 15 Dwayne Russel Jr. 3 Joaquín Baeza | Pabellón: El Hogar de los Tigres Árbitros: * Alberto Ponzo * Ariel Mukdsi * Franco Anselmo Krivokapich |  |  |
| Serie: 1-0         |                                                                  |                      |                                                                        | |  |  |
|                    |                                                                  |                      |                                                                        | |  |  |

| 14 de abril, 21:00 | Colón                                                              | 106–94               | Libertad                                                    | Santa Fe                                                                                        |  |  |
|                    | Parciales: 21-27, 32-16, 23-23, 30-28                              |                      |                                                             |                                                                                                 |  |  |
|                    | Estadísticas Joaquín Baeza 26 Dwayne Russel Jr. 10 Joaquín Baeza 5 | Reporte Pts Reb Asts | Estadísticas 29 Julian Eydallín 5 Mateo Pérez 2 Mateo Pérez | Pabellón: Estadio Roque Otrino Árbitros: * Jorge Chávez * Nicolás Danna * Romina Morales Ibarra |  |  |
| Serie: 1-1         |                                                                    |                      |                                                             |                                                                                                 |  |  |
|                    |                                                                    |                      |                                                             |                                                                                                 |  |  |

| 16 de abril, 21:00 | Colón | 73–90 | Libertad | Santa Fe                                     |  |  |
|                    |       |       |          |                                              |  |  |
|                    |       |       |          | Pabellón: Estadio Roque Otrino Árbitros: * * |  |  |
| Serie: 1-2         |       |       |          |                                              |  |  |
|                    |       |       |          |                                              |  |  |

###### Conferencia Sur
Hispano Americano - Atlético Pilar
| 9 de abril, 21:00 | Atlético Pilar                                                  | 84–71                | Hispano Americano                                           | Pilar                                                                                             |  |  |
|                   | Parciales: 25-20, 20-16, 22-14, 17-21                           |                      |                                                             |                                                                                                   |  |  |
|                   | Estadísticas Franco Smaniotti 24 Lowery Dishon 13 Pablo Bruna 7 | Reporte Pts Reb Asts | Estadísticas 22 Ezequiel Paz 9 Gonzalo Romero 6 Lucas Reyes | Pabellón: Estadio Javier Peverelli Árbitros: * Roberto Smith * Gonzalo Delsart * Franco Buscaglia |  |  |
| Serie: 1-0        |                                                                 |                      |                                                             |                                                                                                   |  |  |
|                   |                                                                 |                      |                                                             |                                                                                                   |  |  |

| 12 de abril, 21:00 | Hispano Americano                                            | 100–52               | Atlético Pilar                                               | Río Gallegos |  |  |
|                    | Parciales: 35-11, 26-14, 19-15, 20-16                        |                      |                                                              | |  |  |
|                    | Estadísticas Carlos Buemo 25 Laurenao Zalio 12 Lucas Reyes 5 | Reporte Pts Reb Asts | Estadísticas 10 Dishon Lowery 12 Dishon Lowery 3 Pablo Bruna | Pabellón: Estadio Municipal Juan Bautista Alberdi Árbitros: * Fernando Sampietro * Emanuel Sánchez * Bianca Tedesco |  |  |
| Serie: 1-1         |                                                              |                      |                                                              | |  |  |
|                    |                                                              |                      |                                                              | |  |  |

| 14 de abril, 21:00 | Hispano Americano                                           | 78–76                | Atlético Pilar                              | Río Gallegos |  |  |
|                    | Parciales: 17-18, 18-14, 20-12, 13-24 (T.E.: 10-8)          |                      |                                             | |  |  |
|                    | Estadísticas Arnold Louis 27 Laureano Zalio 8 Lucas Reyes 6 | Reporte Pts Reb Asts | Estadísticas 18 Dishon Lowery 3 Pablo Bruna | Pabellón: Estadio Municipal Juan Bautista Alberdi Árbitros: * Julio Dinamarca * José Luis Lugli * Rodrigo Reyes Borras |  |  |
| Serie: 2-1         |                                                             |                      |                                             | |  |  |
|                    |                                                             |                      |                                             | |  |  |

Lanús - Villa Mitre (Bahía Blanca)
| 10 de abril, 21:00 | Villa Mitre (BB)                                                     | 70–79                | Lanús                                                        | Bahía Blanca                                                                                    |  |  |
|                    | Parciales: 14-29, 16-20, 21-8, 19-22                                 |                      |                                                              |                                                                                                 |  |  |
|                    | Estadísticas Valentín Duvaced 20 Valentín Duvaced 18 Jano Martínez 6 | Reporte Pts Reb Asts | Estadísticas 24 Alejo Britos 8 Jorge Banegas 7 Jorge Banegas | Pabellón: Estadio José Martínez Árbitros: * Leonardo Mendoza * Ezequiel Macías * Bianca Tedesco |  |  |
| Serie: 0-1         |                                                                      |                      |                                                              |                                                                                                 |  |  |
|                    |                                                                      |                      |                                                              |                                                                                                 |  |  |

| 13 de abril, 21:00 | Lanús                                                               | 90–70                | Villa Mitre (BB)                                                            | Lanús                                                                                                |  |  |
|                    | Parciales: 20-16, 27-22, 17-15, 26-17                               |                      |                                                                             | |  |  |
|                    | Estadísticas Lucas Gorosterrazú 23 Santiago Bruera 9 Alejo Britos 8 | Reporte Pts Reb Asts | Estadísticas 28 Federico Harina Martini 7 Juan Bollo Suárez 5 Jano Martínez | Pabellón: Estadio Antonio Rotili Árbitros: * Raúl Lorenzo * Martín Pietromónaco * Guillermo Grondona |  |  |
| Serie: 2-0         |                                                                     |                      |                                                                             | |  |  |
|                    |                                                                     |                      |                                                                             | |  |  |

Pergamino Básquet - Pico FBC
| 10 de abril, 22:00 | Pico FBC                                                        | 94–92                | Pergamino Básquet                                            | General Pico                                                                                      |  |  |
|                    | Parciales: 23-27, 23-15, 21-23, 27-27                           |                      |                                                              |                                                                                                   |  |  |
|                    | Estadísticas Agustín Bualo 26 Yasmany Fundora 9 Augusto Rossi 8 | Reporte Pts Reb Asts | Estadísticas 27 Manuel Gómez 6 Edgardo Torne 12 Manuel Gómez | Pabellón: Parque Ángel Larrea Árbitros: * Maximiliano Cáceres * José Domínguez * Marjorie Stuardo |  |  |
| Serie: 1-0         |                                                                 |                      |                                                              |                                                                                                   |  |  |
|                    |                                                                 |                      |                                                              |                                                                                                   |  |  |

| 13 de abril, 21:00 | Pergamino Básquet                                              | 73–90                | Pico FBC                                                            | Pergamino                                                                                              |  |  |
|                    | Parciales: 16-20, 12-17, 27-27, 18-26                          |                      |                                                                     | |  |  |
|                    | Estadísticas Manuel Gómez 17 Luciano González 7 Manuel Gómez 7 | Reporte Pts Reb Asts | Estadísticas 21 Franco Zalabardo 14 Yasmany Fundora 5 Agustín Bualo | Pabellón: Estadio Ricardo Dorado Merlo Árbitros: * Fabio Alaníz * Cristián Salguero * Florencia Benzer |  |  |
| Serie: 0-2         |                                                                |                      |                                                                     | |  |  |
|                    |                                                                |                      |                                                                     | |  |  |

La Unión (Colón) - Quilmes
| 10 de abril, 21:00 | Quilmes                                                       | 81–75                | La Unión (C)                                                  | Mar del Plata                                                                                       |  |  |
|                    | Parciales: 23-13, 15-13, 28-21, 15-28                         |                      |                                                               | |  |  |
|                    | Estadísticas Ezequiel Dupuy 27 Tomás Nally 17 Luis Cequeira 8 | Reporte Pts Reb Asts | Estadísticas 19 Germán Frencia 9 Germán Frencia 2 Pablo Bilat | Pabellón: Polideportivo Islas Malvinas Árbitros: * Alejandro Trías * Franco Ronconi * Matías Sotelo |  |  |
| Serie: 1-0         |                                                               |                      |                                                               | |  |  |
|                    |                                                               |                      |                                                               | |  |  |

| 13 de abril, 21:00 | La Unión (C)                                                     | 93–72                | Quilmes                                                       | Colón |  |  |
|                    | Parciales: 19-23, 30-21, 24-7, 20-21                             |                      |                                                               | |  |  |
|                    | Estadísticas Germán Frencia 17 Germán Frencia 8 Germán Frencia 3 | Reporte Pts Reb Asts | Estadísticas 16 Agustín Ecker 7 Luis Cequeira 6 Luis Cequeira | Pabellón: Estadio Carlos José Delasoie Árbitros: * José Domínguez * Guillermo Di Lernia * Romina Morales Ibarra |  |  |
| Serie: 1-1         |                                                                  |                      |                                                               | |  |  |
|                    |                                                                  |                      |                                                               | |  |  |

| 15 de abril, 21:00 | La Unión (C)                                          | 80–72                | Quilmes                                                    | Colón                                                                                                |  |  |
|                    | Parciales: 23-15, 24-18, 10-17, 23-22                 |                      |                                                            | |  |  |
|                    | Estadísticas Pablo Bilat 20 Brian Díaz 7 Brian Díaz 4 | Reporte Pts Reb Asts | Estadísticas 13 Tomás Nally 12 Tomás Nally 7 Luis Cequeira | Pabellón: Estadio Carlos José Delasoie Árbitros: * Gonzalo Delsart * Elías Raboy * Maximiliano Moral |  |  |
| Serie: 2-1         |                                                       |                      |                                                            | |  |  |
|                    |                                                       |                      |                                                            | |  |  |

##### Cuartos de final de conferencia

###### Conferencia Norte
Barrio Parque - Libertad
| 19 de abril, 21:00 | Barrio Parque                                                       | 98–95                | Libertad                                                       | Córdoba                                                                               |  |  |
|                    | Parciales: 16-24, 18-21, 23-19, 24-17 (T.E.: 9-9, 8-5)              |                      |                                                                |                                                                                       |  |  |
|                    | Estadísticas Tomás Ligorria 24 Lautaro Rivata 7 Nahuel Buchaillot 8 | Reporte Pts Reb Asts | Estadísticas 27 Julián Eydallin 9 Enzo Rupcic 5 Augusto Alonso | Pabellón: Teatro del Parque Árbitros: * Julio Dinamarca * Gustavo Danna * Elías Raboy |  |  |
| Serie: 1-0         |                                                                     |                      |                                                                |                                                                                       |  |  |
|                    |                                                                     |                      |                                                                |                                                                                       |  |  |

| 21 de abril, 21:00 | Barrio Parque                                                        | 78–82                | Libertad                                                           | Córdoba                                                                                 |  |  |
|                    | Parciales: 19-16, 24-22, 20-21, 15-23                                |                      |                                                                    |                                                                                         |  |  |
|                    | Estadísticas Federico Pedano 18 Tomás Ligorria 9 Nahuel Buchaillot 8 | Reporte Pts Reb Asts | Estadísticas 20 Julián Eydallín 7 Julián Eydallín 3 Augusto Alonso | Pabellón: Teatro del Parque Árbitros: * Raúl Lorenzo * Nicolás Danna * Georgina Larrosa |  |  |
| Serie: 1-1         |                                                                      |                      |                                                                    |                                                                                         |  |  |
|                    |                                                                      |                      |                                                                    |                                                                                         |  |  |

| 24 de abril, 21:00 | Libertad                                                          | 68–63                | Barrio Parque                                                          | Sunchales                                                                                 |  |  |
|                    | Parciales: 20-24, 10-10, 17-17, 21-12                             |                      |                                                                        |                                                                                           |  |  |
|                    | Estadísticas Augusto Alonso 23 Gabriel Kalalo 7 Julián Eydallin 4 | Reporte Pts Reb Asts | Estadísticas 16 Nahuel Buchaillot 9 Lautaro Rivata 4 Nahuel Buchaillot | Pabellón: El Hogar de los Tigres Árbitros: *Danilo Molina *Leonardo Mendoza *Ariel Mukdsi |  |  |
| Serie: 2-1         |                                                                   |                      |                                                                        |                                                                                           |  |  |
|                    |                                                                   |                      |                                                                        |                                                                                           |  |  |

| 26 de abril, 21:00 | Libertad                                                            | 85–76                | Barrio Parque                                                          | Sunchales                                                                                        |  |  |
|                    | Parciales: 20-16, 22-16, 18-30, 25-14                               |                      |                                                                        |                                                                                                  |  |  |
|                    | Estadísticas Julián Eydallin 23 Estefano Simondi 6 Gabriel Kalalo 3 | Reporte Pts Reb Asts | Estadísticas 22 Nahuel Buchaillot 6 Tomás Ligorria 5 Nahuel Buchaillot | Pabellón: El Hogar de los Tigres Árbitros: *Diego Rougier *Cristián Salguero *Franco Krivokapich |  |  |
| Serie: 3-1         |                                                                     |                      |                                                                        |                                                                                                  |  |  |
|                    |                                                                     |                      |                                                                        |                                                                                                  |  |  |

Ameghino (Villa María) - Montmartre
| 19 de abril, 21:00 | Ameghino (VM)                                                    | 84–66                | Montmartre                                                        | Villa María                                                                             |  |  |
|                    | Parciales: 21-11, 22-16, 21-19, 20-20                            |                      |                                                                   |                                                                                         |  |  |
|                    | Estadísticas Matías Martínez 16 Juan Abeiro 11 Matías Martínez 4 | Reporte Pts Reb Asts | Estadísticas 16 Martín Gómez 9 Mattehew Ellis 4 Francisco Corradi | Pabellón: Estadio La Leonera Árbitros: * Danilo Molina * Sergio Tarifeño * Ariel Mukdsi |  |  |
| Serie: 1-0         |                                                                  |                      |                                                                   |                                                                                         |  |  |
|                    |                                                                  |                      |                                                                   |                                                                                         |  |  |

| 21 de abril, 21:00 | Ameghino (VM)                                                         | 110–57               | Montmartre                                                  | Villa María                                                                                        |  |  |
|                    | Parciales: 31-12, 24-14, 30-10, 25-21                                 |                      |                                                             | |  |  |
|                    | Estadísticas Emiliano Lezcano 18 Matías Martínez 6 Emiliano Lezcano 7 | Reporte Pts Reb Asts | Estadísticas 11 Lahuel Silva 5 Lahuel Silva 2 Julián Roumec | Pabellón: Estadio La Leonera Árbitros: * Alberto Ponzo * Sebastián Vasallo * Romina Morales Ibarra |  |  |
| Serie: 2-0         |                                                                       |                      |                                                             | |  |  |
|                    |                                                                       |                      |                                                             | |  |  |

| 24 de abril, 21:00 | Montmartre                                                          | 59–69                | Ameghino (VM)                                                            | S. F. del Valle de Catamarca                                                                         |  |  |
|                    | Parciales: 17-16, 13-18, 15-23, 14-12                               |                      |                                                                          | |  |  |
|                    | Estadísticas Francisco Conrradi 12 Nicolás Franco 12 Martín Gómez 5 | Reporte Pts Reb Asts | Estadísticas 14 Abel Aristimuño 10 Matías Martínez 5 Cristian Zenclussen | Pabellón: Polideportivo Fray Mamerto Esquiú Árbitros: *Gustavo Danna *Fabio Alaníz *Andrés Barbarini |  |  |
| Serie: 0-3         |                                                                     |                      |                                                                          | |  |  |
|                    |                                                                     |                      |                                                                          | |  |  |

San Isidro (San Francisco) - Independiente BBC
| 19 de abril, 21:00 | San Isidro (SF)                                                            | 112–77               | Independiente BBC                                                   | San Francisco                                                                                |  |  |
|                    | Parciales: 29-20, 27-20, 31-19, 25-18                                      |                      |                                                                     |                                                                                              |  |  |
|                    | Estadísticas Christopher Hooper 24 Christopher Hooper 8 Santiago Ludueña 7 | Reporte Pts Reb Asts | Estadísticas 16 Lucio Castellani 7 Lucio Castellani 8 Tomás Allende | Pabellón: Estadio Severo Robledo Árbitros: * Diego Rougier * Fabio Alaníz * Georgina Larrosa |  |  |
| Serie: 1-0         |                                                                            |                      |                                                                     |                                                                                              |  |  |
|                    |                                                                            |                      |                                                                     |                                                                                              |  |  |

| 21 de abril, 21:00 | San Isidro (SF)                                                      | 85–66                | Independiente BBC                                                      | San Francisco                                                                                                 |  |  |
|                    | Parciales: 21-14, 17-10, 23-25, 24-17                                |                      |                                                                        | |  |  |
|                    | Estadísticas Juan Cruz Oberto 18 Christopher Hooper 9 José Montero 4 | Reporte Pts Reb Asts | Estadísticas 19 Jonatan Basualdo 10 Lucio Castellani 6 Emiliano Correa | Pabellón: Estadio Severo Robledo Árbitros: * Gonzalo Delsart * Cristián Salguero * Franco Anselmo Krivokapich |  |  |
| Serie: 2-0         |                                                                      |                      |                                                                        | |  |  |
|                    |                                                                      |                      |                                                                        | |  |  |

| 24 de abril, 21:00 | Independiente BBC                                                      | 80–72                | San Isidro (SF)                                                      | Santiago del Estero                                                                           |  |  |
|                    | Parciales: 26-13, 22-20, 11-23, 21-16                                  |                      |                                                                      |                                                                                               |  |  |
|                    | Estadísticas Lucio Castellani 24 Lucio Castellani 10 Emiliano Correa 5 | Reporte Pts Reb Asts | Estadísticas 20 Federico Zezular 9 Christopher Hooper 6 José Montero | Pabellón: Estadio Israel Parnás Árbitros: *Alberto Ponzo *Sebastián Vasallo *Iván Huck Braner |  |  |
| Serie: 1-2         |                                                                        |                      |                                                                      |                                                                                               |  |  |
|                    |                                                                        |                      |                                                                      |                                                                                               |  |  |

| 26 de abril, 21:00 | Independiente BBC                                               | 87–72                | San Isidro (SF)                                                          | Santiago del Estero                                                               |  |  |
|                    | Parciales: 21-17, 17-17, 24-20, 25-18                           |                      |                                                                          |                                                                                   |  |  |
|                    | Estadísticas Mascio McCadney 19 Gabriel Rojas 9 Gabriel Rojas 6 | Reporte Pts Reb Asts | Estadísticas 21 Santiago Ludueña 9 Christopher Hooper 5 Santiago Ludueña | Pabellón: Estadio Israel Parnás Árbitros: *Ariel Rosas *Jorge Chávez *Elías Raboy |  |  |
| Serie: 2-2         |                                                                 |                      |                                                                          |                                                                                   |  |  |
|                    |                                                                 |                      |                                                                          |                                                                                   |  |  |

| 29 de abril, 21:00 | San Isidro (SF)                               | 91–77                | Independiente BBC                                                     | San Francisco                                                                                            |  |  |
|                    | Parciales: 28-20, 22-13, 24-17, 17-27         |                      |                                                                       | |  |  |
|                    | Estadísticas Santiago Assum 21 José Montero 8 | Reporte Pts Reb Asts | Estadísticas 20 Lucio Castellani 8 Jonatan Basualdo 5 Emiliano Correa | Pabellón: Estadio Severo Robledo Árbitros: * Fernando Sampietro * Leonardo Mendoza * Martín Pietromónaco |  |  |
| Serie: 3-2         |                                               |                      |                                                                       | |  |  |
|                    |                                               |                      |                                                                       | |  |  |

GEPU - Deportivo Norte (Armstrong)
| 19 de abril, 21:00 | GEPU                                                         | 98–92                | Deportivo Norte (A)                                                          | San Luis                                                                                    |  |  |
|                    | Parciales: 27-18, 15-24, 23-21, 33-29                        |                      |                                                                              |                                                                                             |  |  |
|                    | Estadísticas Pablo Osores 20 Valentín Costa 8 Andrés Lugli 7 | Reporte Pts Reb Asts | Estadísticas 19 Franco Montemagio 6 Celestino Cupulutti 10 Franco Borsellino | Pabellón: Estadio Emilio Perazzo Árbitros: * Ariel Rosas * Micaela Prado * Andrés Barbarini |  |  |
| Serie: 1-0         |                                                              |                      |                                                                              |                                                                                             |  |  |
|                    |                                                              |                      |                                                                              |                                                                                             |  |  |

| 21 de abril, 21:00 | GEPU                                                         | 77–82                | Deportivo Norte (A)                                               | San Luis                                                                                    |  |  |
|                    | Parciales: 21-19, 22-26, 15-16, 19-21                        |                      |                                                                   |                                                                                             |  |  |
|                    | Estadísticas Randall Haynes 22 Andrés Lugli 7 Andrés Lugli 5 | Reporte Pts Reb Asts | Estadísticas 25 Aquiles Montani 7 Lucas Núñez 6 Franco Borsellino | Pabellón: Estadio Emilio Perazzo Árbitros: * Sergio Tarifeño * Pablo Leyton * Carla Domingo |  |  |
| Serie: 1-1         |                                                              |                      |                                                                   |                                                                                             |  |  |
|                    |                                                              |                      |                                                                   |                                                                                             |  |  |

| 24 de abril, 21:00 | Deportivo Norte (A)                                                        | 88–75                | GEPU                                                          | Armstrong                                                                        |  |  |
|                    | Parciales: 28-26, 16-17, 25-16, 19-16                                      |                      |                                                               |                                                                                  |  |  |
|                    | Estadísticas Celestino Cupulutti 30 Aquiles Montani 10 Franco Borsellino 8 | Reporte Pts Reb Asts | Estadísticas 22 Tirrel Brown II 7 Andrés Lugli 5 Andrés Lugli | Pabellón: Estadio Norte Árbitros: *Julio Dinamarca *Elías Raboy *Ezequiel Macías |  |  |
| Serie: 2-1         |                                                                            |                      |                                                               |                                                                                  |  |  |
|                    |                                                                            |                      |                                                               |                                                                                  |  |  |

| 26 de abril, 21:00 | Deportivo Norte (A)                                                   | 71–72                | GEPU                                                              | Armstrong                                                                      |  |  |
|                    | Parciales: 22-18, 18-22, 16-20, 15-12                                 |                      |                                                                   |                                                                                |  |  |
|                    | Estadísticas Celestino Cupulutti 19 Lucas Núñez 8 Franco Borsellino 8 | Reporte Pts Reb Asts | Estadísticas 19 Tirrel Brown II 11 Tirrel Brown II 4 Pablo Osores | Pabellón: Estadio Norte Árbitros: *Daniel Rodrigo *Nicolás Danna *Ariel Mukdsi |  |  |
| Serie: 2-2         |                                                                       |                      |                                                                   |                                                                                |  |  |
|                    |                                                                       |                      |                                                                   |                                                                                |  |  |

| 29 de abril, 21:00 | GEPU                                           | 102–73               | Deportivo Norte (A)                                                     | San Luis                                                                                     |  |  |
|                    | Parciales: 26-16, 19-24, 34-18, 23-15          |                      |                                                                         |                                                                                              |  |  |
|                    | Estadísticas Tirrel Brown II 22 Andrés Lugli 9 | Reporte Pts Reb Asts | Estadísticas 29 Aquiles Montani 8 Aquiles Montani 4 Celestino Cupulutti | Pabellón: Estadio Emilio Perazzo Árbitros: * Alejandro Zanabone * Pedro Hoyo * Silvio Guzmán |  |  |
| Serie: 3-2         |                                                |                      |                                                                         |                                                                                              |  |  |
|                    |                                                |                      |                                                                         |                                                                                              |  |  |

###### Conferencia Sur
Racing (Chivilcoy) - Pico FBC
| 18 de abril, 21:00 | Racing (Chivilcoy)                                            | 78–52                | Pico FBC                                                          | Chivilcoy |  |  |
|                    | Parciales: 15-15, 25-9, 20-10, 18-18                          |                      |                                                                   | |  |  |
|                    | Estadísticas José Peralta 18 José Peralta 11 Alejo Barrales 8 | Reporte Pts Reb Asts | Estadísticas 10 Patricio Aranda 8 Yasmany Fundora 3 Augusto Rossi | Pabellón: Estadio de Independiente de Chivilcoy Árbitros: * Pablo Leyton * José Domínguez * Franco Buscaglia |  |  |
| Serie: 1-0         |                                                               |                      |                                                                   | |  |  |
|                    |                                                               |                      |                                                                   | |  |  |

| 20 de abril, 21:00 | Racing (Chivilcoy)                                                | 102–70               | Pico FBC                                                        | Chivilcoy |  |  |
|                    | Parciales: 35-21, 29-17, 25-15, 13-17                             |                      |                                                                 | |  |  |
|                    | Estadísticas Luciano Ortíz 20 Norberto Stucky 12 Alejo Barrales 9 | Reporte Pts Reb Asts | Estadísticas 19 Yasmany Fundora 8 Agustín Bualo 3 Agustín Bualo | Pabellón: Estadio de Independiente de Chivilcoy Árbitros: * Julio Dinamarca * Ezequiel Macías * Martín Pietromónaco |  |  |
| Serie: 2-0         |                                                                   |                      |                                                                 | |  |  |
|                    |                                                                   |                      |                                                                 | |  |  |

| 23 de abril, 21:00 | Pico FBC                                                         | 79–87                | Racing (Chivilcoy)                                                   | General Pico                                                                                          |  |  |
|                    | Parciales: 17-20, 21-19, 20-20, 21-28                            |                      |                                                                      | |  |  |
|                    | Estadísticas Augusto Rossi 18 Patricio Aranda 10 Agustín Bualo 5 | Reporte Pts Reb Asts | Estadísticas 14 Erbel de Pietro 11 Peralta y Stucky 7 Alejo Barrales | Pabellón: Estadio Parque Ángel Larrea Árbitros: *Nicolás Danna *Guillermo Di Lernia *Florencia Benzer |  |  |
| Serie: 0-3         |                                                                  |                      |                                                                      | |  |  |
|                    |                                                                  |                      |                                                                      | |  |  |

Zárate Basket - La Unión (Colón)
| 18 de abril, 21:00 | Zárate Basket                                                | 82–75                | La Unión (C)                                              | Zárate                                                                                 |  |  |
|                    | Parciales: 21-21, 14-12, 17-25, 30-17                        |                      |                                                           |                                                                                        |  |  |
|                    | Estadísticas Febo Capponi 19 Lucas Andújar 8 Lucas Andújar 5 | Reporte Pts Reb Asts | Estadísticas 26 Pablo Bilat 7 Germán Frencia 4 Brian Díaz | Pabellón: D.A.M. Stadium Árbitros: * Alejandro Trías * Ezequiel Macías * Carla Domingo |  |  |
| Serie: 1-0         |                                                              |                      |                                                           |                                                                                        |  |  |
|                    |                                                              |                      |                                                           |                                                                                        |  |  |

| 20 de abril, 21:00 | Zárate Basket                                                  | 70–71                | La Unión (C)                                                        | Zárate                                                                           |  |  |
|                    | Parciales: 13-24, 16-18, 24-19, 17-10                          |                      |                                                                     |                                                                                  |  |  |
|                    | Estadísticas Agustín Brocal 24 César Chaine 12 Lucas Andújar 4 | Reporte Pts Reb Asts | Estadísticas 16 Emilio Gimenez 11 Germán Frencia 5 Guillermo Romero | Pabellón: D.A.M. Stadium Árbitros: * Pedro Hoyo * Franco Ronconi * Matías Sotelo |  |  |
| Serie: 1-1         |                                                                |                      |                                                                     |                                                                                  |  |  |
|                    |                                                                |                      |                                                                     |                                                                                  |  |  |

| 23 de abril, 21:00 | La Unión (C)                                                                   | 75–87                | Zárate Basket                                                        | Colón                                                                                           |  |  |
|                    | Parciales: 20-20, 15-12, 16-33, 24-20                                          |                      |                                                                      |                                                                                                 |  |  |
|                    | Estadísticas Germán Frencia 21 Lavoratornuovo, Romero y Longoni 7 Brian Díaz 4 | Reporte Pts Reb Asts | Estadísticas 25 Lorenzo Capponi 11 Sebastián Chaine 10 Lucas Andújar | Pabellón: Estadio Carlos José Delasoie Árbitros: *Danilo Molina *Silvio Guzmán *Alejandro Costa |  |  |
| Serie: 1-2         |                                                                                |                      |                                                                      |                                                                                                 |  |  |
|                    |                                                                                |                      |                                                                      |                                                                                                 |  |  |

| 25 de abril, 21:00 | La Unión (C)                                                | 74–84                | Zárate Basket                                                 | Colón |  |  |
|                    | Parciales: 16-13, 23-20, 23-25, 11-16                       |                      |                                                               | |  |  |
|                    | Estadísticas Pablo Bilat 18 Joaquín Acuña 8 Guido Cabrera 4 | Reporte Pts Reb Asts | Estadísticas 25 César Chaine 9 Lucas Andujar 12 Lucas Andujar | Pabellón: Estadio Carlos José Delasoie Árbitros: *Alejandro Chiti *Gonzalo Delsart *Romina Morales Ibarra |  |  |
| Serie: 1-3         |                                                             |                      |                                                               | |  |  |
|                    |                                                             |                      |                                                               | |  |  |

Ciclista Juninense - Lanús
| 18 de abril, 21:00 | Ciclista Juninense                                            | 92–62                | Lanús                                                            | Junín                                                                                                 |  |  |
|                    | Parciales: 19-20, 26-15, 19-12, 28-17                         |                      |                                                                  | |  |  |
|                    | Estadísticas Isaac Thorton 29 Isaac Thorton 7 Matías Acosta 3 | Reporte Pts Reb Asts | Estadísticas 14 Phillip Bledsoe 6 Santiago Bruera 2 Alejo Britos | Pabellón: El Coliseo del Boulevard Árbitros: * Rodrigo Castillo * Leonardo Mendoza * Florencia Benzer |  |  |
| Serie: 1-0         |                                                               |                      |                                                                  | |  |  |
|                    |                                                               |                      |                                                                  | |  |  |

| 20 de abril, 21:00 | Ciclista Juninense                                                  | 81–90                | Lanús                                                                  | Junín                                                                                              |  |  |
|                    | Parciales: 19-16, 24-23, 18-23, 20-28                               |                      |                                                                        | |  |  |
|                    | Estadísticas Lisadro Fernández 19 Ignacio Varisco 6 Facundo Jeréz 5 | Reporte Pts Reb Asts | Estadísticas 24 Jorge Banegas 5 Lucas Gorosterrazú 5 Mariano Fernández | Pabellón: El Coliseo del Boulevard Árbitros: * Fabio Alaníz * Pablo Leyton * Romina Morales Ibarra |  |  |
| Serie: 1-1         |                                                                     |                      |                                                                        | |  |  |
|                    |                                                                     |                      |                                                                        | |  |  |

| 23 de abril, 21:00 | Lanús                                                             | 70–66                | Ciclista Juninense                                                | Lanús                                                                                                |  |  |
|                    | Parciales: 18-14, 20-19, 18-20, 14-13                             |                      |                                                                   | |  |  |
|                    | Estadísticas Phillip Bledsoe 21 Phillip Bledsoe 13 Mariano Gago 4 | Reporte Pts Reb Asts | Estadísticas 27 Isaac Thornton 15 Isaac Thornton 3 Isaac Thornton | Pabellón: Estadio Antonio Rotili Árbitros: *Maximiliano Cáceres *Franco Ronconi *Martín Pietromónaco |  |  |
| Serie: 2-1         |                                                                   |                      |                                                                   | |  |  |
|                    |                                                                   |                      |                                                                   | |  |  |

| 25 de abril, 21:00 | Lanús                                                                        | 72–75                | Ciclista Juninense                                                | Lanús                                                                                       |  |  |
|                    | Parciales: 9-25, 17-17, 25-17, 21-16                                         |                      |                                                                   |                                                                                             |  |  |
|                    | Estadísticas Jorge Banegas 31 Phillip Bledsoe II 12 Mariano Fernández Gago 8 | Reporte Pts Reb Asts | Estadísticas 18 Juan Martín Bello 7 Facundo Jeréz 5 Isaac Thorton | Pabellón: Estadio Antonio Rotili Árbitros: *Pedro Hoyo *Alejandro Trías *Guillermo Grondona |  |  |
| Serie: 2-2         |                                                                              |                      |                                                                   |                                                                                             |  |  |
|                    |                                                                              |                      |                                                                   |                                                                                             |  |  |

| 28 de abril, 21:00 | Ciclista Juninense                                                 | 80–79                | Lanús                                                                     | Junín                                                                                      |  |  |
|                    | Parciales: 18-20, 22-21, 23-15, 17-23                              |                      |                                                                           |                                                                                            |  |  |
|                    | Estadísticas Matías Acosta 19 Facundo Jeréz 5 Lisandro Fernández 4 | Reporte Pts Reb Asts | Estadísticas 28 Jorge Banegas 8 Martín Franchino 3 Mariano Fernández Gago | Pabellón: El Coliseo del Boulevard Árbitros: *Fabricio Vito *Raúl Lorenzo *Emanuel Sánchez |  |  |
| Serie: 3-2         |                                                                    |                      |                                                                           |                                                                                            |  |  |
|                    |                                                                    |                      |                                                                           |                                                                                            |  |  |

Deportivo Viedma - Hispano Americano
| 18 de abril, 21:00 | Deportivo Viedma                                                    | 76–72                | Hispano Americano                                                 | Viedma |  |  |
|                    | Parciales: 18-12, 26-19, 18-27, 18-14                               |                      |                                                                   | |  |  |
|                    | Estadísticas Matías Eidintas 23 Lucas González 14 Matías Eidintas 4 | Reporte Pts Reb Asts | Estadísticas 15 Federico De Miguel 7 Gonzalo Romero 5 Lucas Reyes | Pabellón: Polideportivo Municipal Ángel Cayetano Arias Árbitros: * Raúl Lorenzo * Guillermo Di Lernia * Marjorie Stuardo |  |  |
| Serie: 1-0         |                                                                     |                      |                                                                   | |  |  |
|                    |                                                                     |                      |                                                                   | |  |  |

| 20 de abril, 21:00 | Deportivo Viedma                                                   | 65–74                | Hispano Americano                                          | Viedma |  |  |
|                    | Parciales: 11-14, 20-17, 18-20, 16-23                              |                      |                                                            | |  |  |
|                    | Estadísticas Matías Eidintas 16 Fermín Thygesen 8 Berardo Ossela 3 | Reporte Pts Reb Asts | Estadísticas 19 Arnold Louis 10 Arnold Louis 4 Lucas Reyes | Pabellón: Polideportivo Municipal Ángel Cayetano Arias Árbitros: * Alejandro Trías * Emanuel Sánchez * Bianca Tedesco |  |  |
| Serie: 1-1         |                                                                    |                      |                                                            | |  |  |
|                    |                                                                    |                      |                                                            | |  |  |

| 23 de abril, 21:00 | Hispano Americano                                          | 85–68                | Deportivo Viedma                                                        | Río Gallegos                                                                                               |  |  |
|                    | Parciales: 24-19, 23-21, 21-11, 17-17                      |                      |                                                                         | |  |  |
|                    | Estadísticas Carlos Buemo 23 Arnold Louis 8 Lucas Reyes 11 | Reporte Pts Reb Asts | Estadísticas 14 Maximiliano Tabieres 8 Lucas González 3 Fermin Thygesen | Pabellón: Estadio Municipal Juan Bautista Rocha Árbitros: *Roberto Smith *José Domínguez *Franco Buscaglia |  |  |
| Serie: 2-1         |                                                            |                      |                                                                         | |  |  |
|                    |                                                            |                      |                                                                         | |  |  |

| 25 de abril, 21:00 | Hispano Americano                                             | 71–66                | Deportivo Viedma                                                   | Río Gallegos                                                                                               |  |  |
|                    | Parciales: 19-14, 19-12, 12-15, 21-15                         |                      |                                                                    | |  |  |
|                    | Estadísticas Arnold Louis 14 Arnold Louis 22 Gonzalo Romero 2 | Reporte Pts Reb Asts | Estadísticas 25 Matías Eidintas 8 Lucas González 2 Matías Eidintas | Pabellón: Estadio Municipal Juan Bautista Rocha Árbitros: *Leonardo Zalazar *Franco Ronconi *Matías Sotelo |  |  |
| Serie: 3-1         |                                                               |                      |                                                                    | |  |  |
|                    |                                                               |                      |                                                                    | |  |  |

##### Semifinales de conferencia

###### Conferencia Norte
GEPU - Libertad
| 3 de mayo, 21:00 | GEPU                                                            | 96–80                | Libertad                                         | San Luis                                                                                   |  |  |
|                  | Parciales: 23-26, 19-10, 28-15, 26-29                           |                      |                                                  |                                                                                            |  |  |
|                  | Estadísticas Tirrel Brown II 26 Gustavo Acosta 9 Andrés Lugli 4 | Reporte Pts Reb Asts | Estadísticas 19 Julián Eydallín 5 Augusto Alonso | Pabellón: Estadio Emilio Perazzo Árbitros: * Ariel Rosas * Pablo Leyton * Andrés Barbarini |  |  |
| Serie: 1-0       |                                                                 |                      |                                                  |                                                                                            |  |  |
|                  |                                                                 |                      |                                                  |                                                                                            |  |  |

| 5 de mayo, 21:00 | GEPU                                                              | 89–73                | Libertad                                                    | San Luis                                                                                    |  |  |
|                  | Parciales: 9-13, 22-22, 29-18, 29-20                              |                      |                                                             |                                                                                             |  |  |
|                  | Estadísticas Randall Hayness 22 Tirrell Brown II 8 Andrés Lugli 6 | Reporte Pts Reb Asts | Estadísticas 17 Enzo Rupcic 7 Enzo Rupcic 3 Julián Eydallín | Pabellón: Estadio Emilio Perazzo Árbitros: * Sergio Tarifeño * José Domínguez * Elías Raboy |  |  |
| Serie: 2-0       |                                                                   |                      |                                                             |                                                                                             |  |  |
|                  |                                                                   |                      |                                                             |                                                                                             |  |  |

| 8 de mayo, 21:00 | Libertad                                                    | 91–83                | GEPU                                                              | Sunchales                                                                                        |  |  |
|                  | Parciales: 24-27, 25-17, 18-19, 24-10                       |                      |                                                                   |                                                                                                  |  |  |
|                  | Estadísticas Augusto Alonso 25 Juan Wall 5 Augusto Alonso 6 | Reporte Pts Reb Asts | Estadísticas 36 Tirrel Brown II 13 Tirrel Brown II 6 Andrés Lugli | Pabellón: El Hogar de los Tigres Árbitros: * Maximiliano Cáceres * Gustavo Danna * Micaela Prado |  |  |
| Serie: 1-2       |                                                             |                      |                                                                   |                                                                                                  |  |  |
|                  |                                                             |                      |                                                                   |                                                                                                  |  |  |

| 10 de mayo, 21:00 | Libertad                                                            | 72–70                | GEPU                                                                  | Sunchales                                                                                        |  |  |
|                   | Parciales: 21-15, 11-15, 20-26, 20-14                               |                      |                                                                       |                                                                                                  |  |  |
|                   | Estadísticas Julian Eydallin 24 Estefano Simondi 9 Augusto Alonso 4 | Reporte Pts Reb Asts | Estadísticas 24 Tirrell Brown II 15 Tirrell Brown II 2 Valentín Costa | Pabellón: El Hogar de los Tigres Árbitros: * Jorge Chávez * Leonardo Mendoza * Sebastián Vasallo |  |  |
| Serie: 2-2        |                                                                     |                      |                                                                       |                                                                                                  |  |  |
|                   |                                                                     |                      |                                                                       |                                                                                                  |  |  |

| 13 de mayo, 21:00 | GEPU                                                           | 93–75                | Libertad                                                           | San Luis                                                                                   |  |  |
|                   | Parciales: 26-11, 23-27, 24-14, 20-23                          |                      |                                                                    |                                                                                            |  |  |
|                   | Estadísticas Randall Haynes 23 Randall Haynes 8 Andrés Lugli 5 | Reporte Pts Reb Asts | Estadísticas 22 Augusto Alonso 7 Estefano Simondi 4 Augusto Alonso | Pabellón: Estadio Emilio Perazzo Árbitros: * Raúl Sánchez * Nicolás Danna * Franco Ronconi |  |  |
| Serie: 3-2        |                                                                |                      |                                                                    |                                                                                            |  |  |
|                   |                                                                |                      |                                                                    |                                                                                            |  |  |

Ameghino (Villa María) - San Isidro (San Francisco)
| 2 de mayo, 18:00 | Ameghino (VM)                                                         | 93–104               | San Isidro (SF)                                                  | Villa María                                                                                |  |  |
|                  | Parciales: 9-29, 27-23, 28-13, 17-16 (T.E.: 10-10, 2-13)              |                      |                                                                  |                                                                                            |  |  |
|                  | Estadísticas Matías Martínez 19 Matías Martínez 10 Emiliano Lezcano 6 | Reporte Pts Reb Asts | Estadísticas 20 José Montero 10 Satiago Assum 6 Santiago Ludueña | Pabellón: Salón de los deportes (VM) Árbitros: * Pedro Hoyo * Gustavo Danna * Ariel Mukdsi |  |  |
| Serie: 0-1       |                                                                       |                      |                                                                  |                                                                                            |  |  |
|                  |                                                                       |                      |                                                                  |                                                                                            |  |  |

| 4 de mayo, 21:00 | Ameghino (VM)                                        | 95–64                | San Isidro (SF)                                                         | Villa María                                                                                     |  |  |
|                  | Parciales: 21-9, 29-12, 34-22, 11-21                 |                      |                                                                         |                                                                                                 |  |  |
|                  | Estadísticas Joao Vitor Franca 27 Emiliano Lezcano 6 | Reporte Pts Reb Asts | Estadísticas 21 Christopher Hooper 7 Jeremías Diotto 4 Santiago Ludueña | Pabellón: Salón de los deportes (VM) Árbitros: * Alejandro Trías * Nicolás Danna * Fabio Alaníz |  |  |
| Serie: 1-1       |                                                      |                      |                                                                         |                                                                                                 |  |  |
|                  |                                                      |                      |                                                                         |                                                                                                 |  |  |

| 8 de mayo, 21:00 | San Isidro (SF)                                                         | 69–79                | Ameghino (VM)                                                 | San Francisco                                                                                |  |  |
|                  | Parciales: 20-17, 19-23, 15-18, 15-21                                   |                      |                                                               |                                                                                              |  |  |
|                  | Estadísticas Santiago Assum 16 Christopher Hooper 10 Santiago Ludueña 5 | Reporte Pts Reb Asts | Estadísticas 26 Juan Abeiro 13 Juan Abeiro 9 Emiliano Lezcano | Pabellón: Estadio Severo Robledo Árbitros: * Fabricio Vito * Roberto Smith * Ezequiel Macías |  |  |
| Serie: 1-2       |                                                                         |                      |                                                               |                                                                                              |  |  |
|                  |                                                                         |                      |                                                               |                                                                                              |  |  |

| 10 de mayo, 21:00 | San Isidro (SF)                                                            | 69–70                | Ameghino (VM)                                                      | San Francisco                                                                                          |  |  |
|                   | Parciales: 24-22, 25-20, 9-16, 11-12                                       |                      |                                                                    | |  |  |
|                   | Estadísticas Christopher Hooper 20 Christopher Hooper 9 Santiago Ludueña 7 | Reporte Pts Reb Asts | Estadísticas 17 Juan Abeiro 12 Abel Aristimuño 12 Emiliano Lezcano | Pabellón: Estadio Severo Robledo Árbitros: * Alejandro Chiti * Gonzalo Delsart * Romina Morales Ibarra |  |  |
| Serie: 1-3        |                                                                            |                      |                                                                    | |  |  |
|                   |                                                                            |                      |                                                                    | |  |  |

###### Conferencia Sur
Racing (Chivilcoy) - Hispano Americano
| 2 de mayo, 21:00 | Racing (Chivilcoy)                                              | 87–83                | Hispano Americano                                           | Chivilcoy |  |  |
|                  | Parciales: 16-22, 22-20, 27-19, 22-22                           |                      |                                                             | |  |  |
|                  | Estadísticas José Peralta 28 Norberto Stucky 9 Alejo Barrales 6 | Reporte Pts Reb Asts | Estadísticas 20 Arnold Louis 6 Gonzalo Romero 6 Lucas Reyes | Pabellón: Estadio de Independiente de Chivilcoy Árbitros: * Alberto Ponzo * Maximiliano Cáceres * Guillermo Di Lernia |  |  |
| Serie: 1-0       |                                                                 |                      |                                                             | |  |  |
|                  |                                                                 |                      |                                                             | |  |  |

| 4 de mayo, 21:00 | Racing (Chivilcoy)                                               | 80–72                | Hispano Americano                                                | Chivilcoy |  |  |
|                  | Parciales: 23-15, 15-19, 23-22, 19-16                            |                      |                                                                  | |  |  |
|                  | Estadísticas José Peralta 28 Norberto Stucky 12 Alejo Barrales 5 | Reporte Pts Reb Asts | Estadísticas 28 Federico De Miguel 8 Arnold Louis 3 Ezequiel Paz | Pabellón: Estadio de Independiente de Chivilcoy Árbitros: * Raúl Sánchez * Emanuel Sánchez * Martín Pietromónaco |  |  |
| Serie: 2-0       |                                                                  |                      |                                                                  | |  |  |
|                  |                                                                  |                      |                                                                  | |  |  |

| 7 de mayo, 21:00 | Hispano Americano                                          | 79–55                | Racing (Chivilcoy)                                            | Río Gallegos |  |  |
|                  | Parciales: 12-13, 24-11, 21-15, 22-16                      |                      |                                                               | |  |  |
|                  | Estadísticas Arnold Louis 28 Arnold Louis 8 Ezequiel Paz 4 | Reporte Pts Reb Asts | Estadísticas 16 Emilio Stucky 5 José Peralta 3 Alejo Barrales | Pabellón: Estadio Municipal Juan Bautista Rocha Árbitros: * Leonardo Zalazar * Julio Dinamarca * Franco Anselmo Krivokapich |  |  |
| Serie: 1-2       |                                                            |                      |                                                               | |  |  |
|                  |                                                            |                      |                                                               | |  |  |

| 9 de mayo, 21:00 | Hispano Americano                                             | 61–85                | Racing (Chivilcoy)                                                    | Río Gallegos                                                                                                  |  |  |
|                  | Parciales: 17-18, 16-23, 9-20, 19-24                          |                      |                                                                       | |  |  |
|                  | Estadísticas Arnold Louis 17 Arnold Louis 10 Gonzalo Romero 2 | Reporte Pts Reb Asts | Estadísticas 25 José Peralta 9 Camilo Gómez Quintero 9 Alejo Barrales | Pabellón: Estadio Municipal Juan Bautista Rocha Árbitros: * Raúl Lorenzo * Cristian Salguero * José Domínguez |  |  |
| Serie: 1-3       |                                                               |                      |                                                                       | |  |  |
|                  |                                                               |                      |                                                                       | |  |  |

Zárate Basket - Ciclista Juninense
| 2 de mayo, 21:00 | Zárate Basket                                               | 88–70                | Ciclista Juninense                                         | Zárate |  |  |
|                  | Parciales: 20-10, 25-18, 25-11, 18-31                       |                      |                                                            | |  |  |
|                  | Estadísticas Febo Capponi 17 César Chaine 9 Lucas Andujar 6 | Reporte Pts Reb Asts | Estadísticas 16 Isaac Thorton 6 Isaac Thorton 5 Juan Bello | Pabellón: Zárate Arena Stadium, D.A.M. Stadium Árbitros: * Rodrigo Castillo * Cristián Salguero * Ezequiel Macías |  |  |
| Serie: 1-0       |                                                             |                      |                                                            | |  |  |
|                  |                                                             |                      |                                                            | |  |  |

| 4 de mayo, 21:00 | Zárate Basket                                                        | 87–69                | Ciclista Juninense                                                 | Zárate |  |  |
|                  | Parciales: 24-22, 28-25, 21-13, 14-9                                 |                      |                                                                    | |  |  |
|                  | Estadísticas César Chaine 15 Bautista Ott Cywarlie 8 Lucas Andújar 8 | Reporte Pts Reb Asts | Estadísticas 16 Isaac Thorton 6 Facundo Jeréz 5 Lisandro Fernández | Pabellón: Zárate Arena Stadium, D.A.M. Stadium Árbitros: * Alejandro Zanabone * Leonardo Mendoza * Franco Ronconi |  |  |
| Serie: 2-0       |                                                                      |                      |                                                                    | |  |  |
|                  |                                                                      |                      |                                                                    | |  |  |

| 7 de mayo, 21:00 | Ciclista Juninense                                                   | 64–99                | Zárate Basket                                                   | Junín                                                                                           |  |  |
|                  | Parciales: 13-34, 19-16, 14-30, 18-19                                |                      |                                                                 |                                                                                                 |  |  |
|                  | Estadísticas Manuel Lambrisca 34 Facundo Jeréz 8 Juan Martín Bello 5 | Reporte Pts Reb Asts | Estadísticas 23 Agustín Brocal 7 Agustín Brocal 5 Lucas Andújar | Pabellón: El Coliseo del Boulevard Árbitros: * Ariel Rosas * Fabio Alaníz * Guillermo Di Lernia |  |  |
| Serie: 0-3       |                                                                      |                      |                                                                 |                                                                                                 |  |  |
|                  |                                                                      |                      |                                                                 |                                                                                                 |  |  |

##### Finales de conferencia

###### Conferencia Norte
Ameghino (Villa María) - GEPU
| 17 de mayo, 21:00 | Ameghino (VM)                                                    | 91–79                | GEPU                                                               | Villa María                                                                                              |  |  |
|                   | Parciales: 13-14, 17-21, 28-28, 33-16                            |                      |                                                                    | |  |  |
|                   | Estadísticas Juan Abeiro 21 Abel Aristimuño 9 Emiliano Lezcano 7 | Reporte Pts Reb Asts | Estadísticas 24 Randall Haynes 9 Randall Haynes 3 Hans Feder Ponce | Pabellón: Salón de los Deportes Árbitros: * Pablo Estévez * Gonzalo Delsart * Franco Anselmo Krivokapich |  |  |
| Serie: 1-0        |                                                                  |                      |                                                                    | |  |  |
|                   |                                                                  |                      |                                                                    | |  |  |

| 19 de mayo, 21:00 | Ameghino (VM)                                                 | 83–57                | GEPU                                                            | Villa María                                                                                  |  |  |
|                   | Parciales: 19-11, 13-8, 33-19, 18-19                          |                      |                                                                 |                                                                                              |  |  |
|                   | Estadísticas Juan Abeiro 23 Juan Abeiro 12 Emiliano Lezcano 7 | Reporte Pts Reb Asts | Estadísticas 23 Tirrel Brown II 6 Valentín Costa 2 Andrés Lugli | Pabellón: Salón de los Deportes Árbitros: * Juan Fernández * Nicolás Danna * Ezequiel Macías |  |  |
| Serie: 2-0        |                                                               |                      |                                                                 |                                                                                              |  |  |
|                   |                                                               |                      |                                                                 |                                                                                              |  |  |

| 22 de mayo, 21:00 | GEPU                                                             | 62–78                | Ameghino (VM)                                                               | San Luis                                                                                   |  |  |
|                   | Parciales: 16-21, 17-15, 20-19, 9-23                             |                      |                                                                             |                                                                                            |  |  |
|                   | Estadísticas Randall Haynes 23 Randall Haynes 9 Valentín Costa 2 | Reporte Pts Reb Asts | Estadísticas 15 Matías Martínez 7 Cristian Zenclussen 4 Cristian Zenclussen | Pabellón: Estadio Emilio Perazzo Árbitros: * Diego Rougier * Danilo Molina * Micaela Prado |  |  |
| Serie: 0-3        |                                                                  |                      |                                                                             |                                                                                            |  |  |
|                   |                                                                  |                      |                                                                             |                                                                                            |  |  |

###### Conferencia Sur
Racing (Chivilcoy) - Zárate Basket
| 15 de mayo, 21:00 | Racing (Chivilcoy)                                           | 78–73                | Zárate Basket                                                | Chivilcoy |  |  |
|                   | Parciales: 27-14, 13-16, 18-20, 20-23                        |                      |                                                              | |  |  |
|                   | Estadísticas José Peralta 19 José Peralta 8 Alejo Barrales 5 | Reporte Pts Reb Asts | Estadísticas 24 César Chaine 5 Lucas Andújar 4 Lucas Andújar | Pabellón: Estadio de Independiente de Chivilcoy Árbitros: * Alberto Ponzo * Maximiliano Cáceres * Franco Ronconi |  |  |
| Serie: 1-0        |                                                              |                      |                                                              | |  |  |
|                   |                                                              |                      |                                                              | |  |  |

| 17 de mayo, 21:00 | Racing (Chivilcoy)                                                | 61–72                | Zárate Basket                                                  | Chivilcoy |  |  |
|                   | Parciales: 14-19, 22-14, 18-15, 7-24                              |                      |                                                                | |  |  |
|                   | Estadísticas Alejo Barrales 15 Norberto Stucky 7 Alejo Barrales 7 | Reporte Pts Reb Asts | Estadísticas 24 Agustín Brocal 11 César Chaine 7 Lucas Andújar | Pabellón: Estadio de Independiente de Chivilcoy Árbitros: * Leonardo Zalazar * Leonardo Mendoza * Silvio Guzmán |  |  |
| Serie: 1-1        |                                                                   |                      |                                                                | |  |  |
|                   |                                                                   |                      |                                                                | |  |  |

| 20 de mayo, 21:00 | Zárate Basket                                | 80–79                | Racing (Chivilcoy)                                            | Zárate |  |  |
|                   | Parciales: 16-18, 18-23, 17-14, 29-24        |                      |                                                               | |  |  |
|                   | Estadísticas César Chaine 19 Lucas Andújar 7 | Reporte Pts Reb Asts | Estadísticas 37 José Peralta 12 José Peralta 4 Alejo Barrales | Pabellón: Zárate Arena Stadium, D.A.M. Stadium Árbitros: * Raúl Sánchez * Alejandro Trías * Martín Pietromónaco |  |  |
| Serie: 2-1        |                                              |                      |                                                               | |  |  |
|                   |                                              |                      |                                                               | |  |  |

| 22 de mayo, 21:00 | Zárate Basket                                                   | 66–77                | Racing (Chivilcoy)                                                       | Zárate                                                                                                   |  |  |
|                   | Parciales: 11-22, 16-10, 17-20, 22-25                           |                      |                                                                          | |  |  |
|                   | Estadísticas Agustín Brocal 21 Agustín Brocal 8 Lucas Andújar 8 | Reporte Pts Reb Asts | Estadísticas 21 Ricardo Fernandez Martín 8 José Peralta 7 Alejo Barrales | Pabellón: Zárate Arena Stadium, D.A.M. Stadium Árbitros: * Pedro Hoyo * Raúl Lorenzo * Cristián Salguero |  |  |
| Serie: 2-2        |                                                                 |                      |                                                                          | |  |  |
|                   |                                                                 |                      |                                                                          | |  |  |

| 25 de mayo, 21:00 | Racing (Chivilcoy)                                                 | 54–57                | Zárate Basket                                                 | Chivilcoy |  |  |
|                   | Parciales: 14-16, 14-13, 8-10, 18-18                               |                      |                                                               | |  |  |
|                   | Estadísticas Norberto Stucky 15 Alejo Barrales 11 Alejo Barrales 2 | Reporte Pts Reb Asts | Estadísticas 20 Agustín Brocal 8 César Chaine 5 Lucas Andujar | Pabellón: Estadio de Independiente de Chivilcoy Árbitros: * Daniel Rodrigo * Sergio Tarifeño * José Domínguez |  |  |
| Serie: 2-3        |                                                                    |                      |                                                               | |  |  |
|                   |                                                                    |                      |                                                               | |  |  |

##### Finales nacionales
Ameghino (Villa María) - Zárate Basket
| 29 de mayo, 21:00 | Ameghino (VM)                                                    | 94–109               | Zárate Basket                                                  | Villa María                                                                               |  |  |
|                   | Parciales: 18-25, 21-19, 24-28, 31-37                            |                      |                                                                |                                                                                           |  |  |
|                   | Estadísticas Juan Abeiro 21 Abel Aristimuño 7 Emiliano Lezcano 7 | Reporte Pts Reb Asts | Estadísticas 31 Agustín Brocal 10 César Chaine 5 Lucas Andujar | Pabellón: Salón de los Deportes Árbitros: * Rodrigo Castillo * Pedro Hoyo * Alberto Ponzo |  |  |
| Serie: 0-1        |                                                                  |                      |                                                                |                                                                                           |  |  |
|                   |                                                                  |                      |                                                                |                                                                                           |  |  |

| 31 de mayo, 21:00 | Ameghino (VM)                                                         | 91–78                | Zárate Basket                                 | Villa María                                                                                             |  |  |
|                   | Parciales: 25-22, 19-20, 19-14, 28-22                                 |                      |                                               | |  |  |
|                   | Estadísticas Emiliano Lezcano 24 Abel Aristimuño 8 Emiliano Lezcano 6 | Reporte Pts Reb Asts | Estadísticas 18 Lucas Andújar 5 Lucas Andújar | Pabellón: Salón de los Deportes Árbitros: * Fernando Sampietro * Alejandro Zanabone * Sebastián Vasallo |  |  |
| Serie: 1-1        |                                                                       |                      |                                               | |  |  |
|                   |                                                                       |                      |                                               | |  |  |

| 3 de junio, 21:00 | Zárate Basket                                                   | 82–79                | Ameghino (VM)                                                | Zárate |  |  |
|                   | Parciales: 21-19, 16-12, 16-23, 18-17 (T.E.: 11-8)              |                      |                                                              | |  |  |
|                   | Estadísticas Agustín Brocal 27 Lucas Andújar 15 Lucas Andújar 7 | Reporte Pts Reb Asts | Estadísticas 23 Juan Abeiro 11 Juan Abeiro 5 Abel Aristimuño | Pabellón: Zárate Arena Stadium, D.A.M. Stadium Árbitros: * Alejandro Chiti * Gonzalo Delsart * Franco Ronconi |  |  |
| Serie: 2-1        |                                                                 |                      |                                                              | |  |  |
|                   |                                                                 |                      |                                                              | |  |  |

| 5 de junio, 21:00 | Zárate Basket                                                   | 75–79                | Ameghino (VM)                                                | Zárate                                                       |  |  |
|                   | Parciales: 18-17, 17-12, 23-21, 17-29                           |                      |                                                              |                                                              |  |  |
|                   | Estadísticas Agustín Brocal 19 Lucas Andújar 10 Lucas Andújar 7 | Reporte Pts Reb Asts | Estadísticas 26 Juan Abeiro 10 Juan Abeiro 4 Abel Aristimuño | Pabellón: Zárate Arena Stadium, D.A.M. Stadium Árbitros: * * |  |  |
| Serie: 2-2        |                                                                 |                      |                                                              |                                                              |  |  |
|                   |                                                                 |                      |                                                              |                                                              |  |  |

| 8 de junio, 20:30 | Ameghino (VM)                                                        | 65–82                | Zárate Basket                                                   | Villa María                                                                                |  |  |
|                   | Parciales: 19-18, 19-19, 13-26, 14-19                                |                      |                                                                 |                                                                                            |  |  |
|                   | Estadísticas Joao Vitor Franca 14 Mateo Beigier 6 Emiliano Lezcano 6 | Reporte Pts Reb Asts | Estadísticas 18 Agustín Brocal 11 Lucas Andújar 6 Lucas Andújar | Pabellón: Salón de los Deportes Árbitros: * Fabricio Vito * Julio Dinamarca * Raúl Sánchez |  |  |
| Serie: 2-3        |                                                                      |                      |                                                                 |                                                                                            |  |  |
|                   |                                                                      |                      |                                                                 |                                                                                            |  |  |